# 아시아의 세계유산

유네스코 세계유산의 상징

다음은 아시아의 유네스코 세계유산 목록이다.

## 대한민국
| 사진 | 등록명                       | 등록년도 | 소재지 | 분류     | 지정번호 | 비고 |
|      | 석굴암과 불국사              | 1995년   | 경상북도 경주시 | 문화유산 | 736      |      |
|      | 해인사 장경판전              | 1995년   | 경상남도 합천군 | 문화유산 | 737      |      |
|      | 종묘                         | 1995년   | 서울특별시 종로구 | 문화유산 | 738      |      |
|      | 창덕궁                       | 1997년   | 서울특별시 종로구 | 문화유산 | 816      |      |
|      | 수원 화성                    | 1997년   | 경기도 수원시 | 문화유산 | 817      |      |
|      | 경주역사유적지구             | 2000년   | 경상북도 경주시 | 문화유산 | 976      |      |
|      | 고창·화순·강화의 고인돌유적  | 2000년   | 전북특별자치도 고창군 전라남도 화순군 인천광역시 강화군                                                                                 | 문화유산 | 977      |      |
|      | 제주 화산섬과 용암 동굴      | 2007년   | 제주특별자치도 | 자연유산 | 1264     |      |
|      | 조선왕릉                     | 2009년   | 서울특별시 경기도 강원특별자치도 | 문화유산 | 1319     |      |
|      | 한국의 역사마을: 하회와 양동 | 2010년   | 경상북도 안동시 경상북도 경주시 | 문화유산 | 1324     |      |
|      | 남한산성                     | 2014년   | 경기도 광주시 | 문화유산 | 1439     |      |
|      | 백제역사유적지구             | 2015년   | 충청남도 공주시 충청남도 부여군 전북특별자치도 익산시                                                                                   | 문화유산 | 1477     |      |
|      | 산사, 한국의 산지승원        | 2018년   | 경상남도 합천군 | 문화유산 | 1562     |      |
|      | 한국의 서원                  | 2019년   | 경상북도 영주시 경상남도 함양군 경상북도 경주시 경상북도 안동시 전라남도 장성군 대구광역시 달성군 전북특별자치도 정읍시 충청남도 논산시 | 문화유산 | 1498     |      |
|      | 한국의 갯벌                  | 2021년   | 충청남도 서천군 전북특별자치도 고창군 전라남도 신안군 전라남도 보성군 전라남도 순천시                                                   | 자연유산 | 1591     |      |
|      | 가야고분군                   | 2023년   | 경상남도 김해시 경상남도 함안군 경상남도 합천군 경상북도 고령군 경상남도 고성군 전북특별자치도 남원시 경상남도 창녕군                   | 문화유산 | 1666     |      |
|      | 반구천의 암각화              | 2025년   | 경상북도 울주군 | 문화유산 | 1740     |      |

## 조선민주주의인민공화국
| 사진 | 등록명                       | 등록년도 | 소재지                                 | 분류     | 지정번호 | 비고 |
|      | 평양·남포·안악 고구려 고분군 | 2004년   | 평양직할시 평안남도 남포 황해남도 안악 | 문화유산 | 1091     |      |
|      | 개성역사유적지구             | 2013년   | 개성시                                 | 문화유산 | 1278     |      |
|      | 금강산                       | 2025년   | 강원도 금강산국제관광특구              | 문화유산 |          |      |

## 네팔
- 사가르마타 국립공원(1979)
- 카트만두 계곡(1979)
- 치트완 국립공원 (1984)
- 룸비니, 부처의 탄생지(1997)

## 라오스
- 루앙프라방(1995)
- 퐁냐케방 국립공원 및 힌남노 국립공원(2003,2015,2025)
- 참파삭 문화지역내 왓 푸 사원과 고대 유적지 (2001)

•  샹코앙의 거석 단지 유적 - 항아리 평야 (2019)

## 레바논
- 안자르(1984)
- 바알베크(1984)
- 비블로스(1984)
- 티레(1984)
- 콰디사 계곡과 백향목 숲(1998)
- 라시드 카라미 국제 박람회 - 트리폴리(2023)

## 말레이시아
- 키나바루 공원(2000·2003)
- 구눙 물루 국립공원(2000)
- 믈라카와 조지 타운: 믈라카 해협의 역사 도시(2008)
- 렝공 계곡 고고학 유산(2012)
- 니아 국립공원 동굴군의 고고 유산(2025)
- 말레이시아 삼림연구원의 슬랑오르 삼림 공원(2025)

## 몽골
- 오브스 노르 분지(2003)
- 오르혼 계곡 문화 경관(2004)
- 몽골 알타이의 암각 예술군(2011)
- 위대한 부르한 할둔 산과 인근의 신성한 경관(2015)
- 다우리아 경관(2017)
- 사슴 암각 기념물과 관련 청동기 유적(2023)

## 미얀마
- 퓨 고대도시(2014)
- 바간(2019)

## 바레인
- 칼라트 알바레인 - 고대 항구와 딜문의 수도(2005)
- 섬 경제의 증거, 진주 채취(2012)
- 딜문 고분군(2019)

## 방글라데시
- 바게르하트의 모스크 도시 (1985)
- 파하르푸르의 불교유적 (1985)
- 순다르반(1997)

## 베트남
- 후에 기념물 복합지구(1993)
- 하롱베이(1994, 2000,2023)
- 호이안 고대 도시(1999)
- 미선 유적(1999)
- 퐁나케방 국립공원 및 힌남노 국립공원(2003,2015)
- 탕롱의 황성 중앙 구역 - 하노이(2010)
- 호 왕조의 요새(2011)
- 짱안 경관 단지(2014)
- 옌뜨-빈응이엠-꼰선, 끼엡박 기념물군 및 경관

## 사우디아라비아
- 알 히즈르 고고 유적(마다인 살리흐)(2008)
- 앗디리야의 앗투라이프 지구(2010)
- 역사적 도시 제다, 메카로 향하는 관문(2014)
- 사우디아라비아 하일 지방의 암각화(2015)
- 알 아흐사 오아시스, 진화하는 문화 경관(2018)
- 히마 문화지구(2021)
- 알 파우 고고 지역 문화 경관(2024)

## 스리랑카
- 시기리야 고대 도시 (1982)
- 폴로나루와 고대도시 (1982)
- 아누라다푸라 신성 도시 (1982)
- 신하라자 삼림 보존 지역 (1988)
- 캔디 신성 도시 (1988)
- 갈 옛 시가지와 요새 (1988)
- 담불라 황금 사원 (1991)
- 스리랑카의 센트럴 하이랜드 (2010)

## 시리아
- 다마스쿠스 고대 도시 (1979)
- 보스라 고대 도시 (1980)
- 팔미라 유적 (1980)
- 알레포 고대도시 (1986)
- 기사의 성채와 살라딘의 요새(2006)
- 북시리아의 고대 마을 (2011)

## 싱가포르
- 싱가포르 식물원 (2015)

## 아랍에미리트
- 알 아인의 문화 유적지 (2011)
- 파야 고고 경관(2025)

## 아르메니아

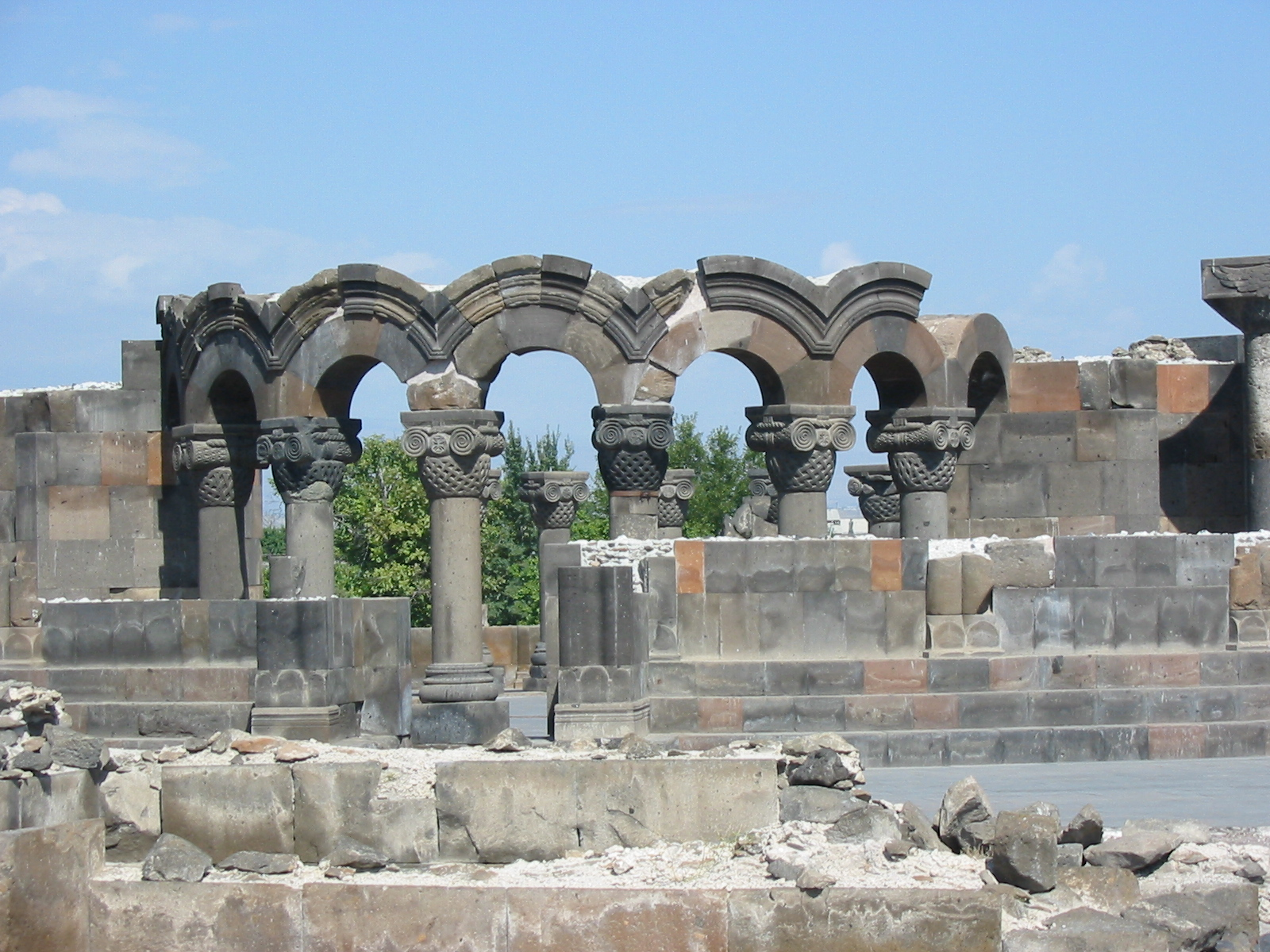
Ruins of Zvartnots Cathedral

- 하흐파트와 사나힌 수도원 (1996,2000)
- 게하르트 수도원과 아자트 계곡 (2000)
- 에치마이진의 교회와 성당, 즈바르트노츠의 고고 유적지 (2000)

## 아제르바이잔

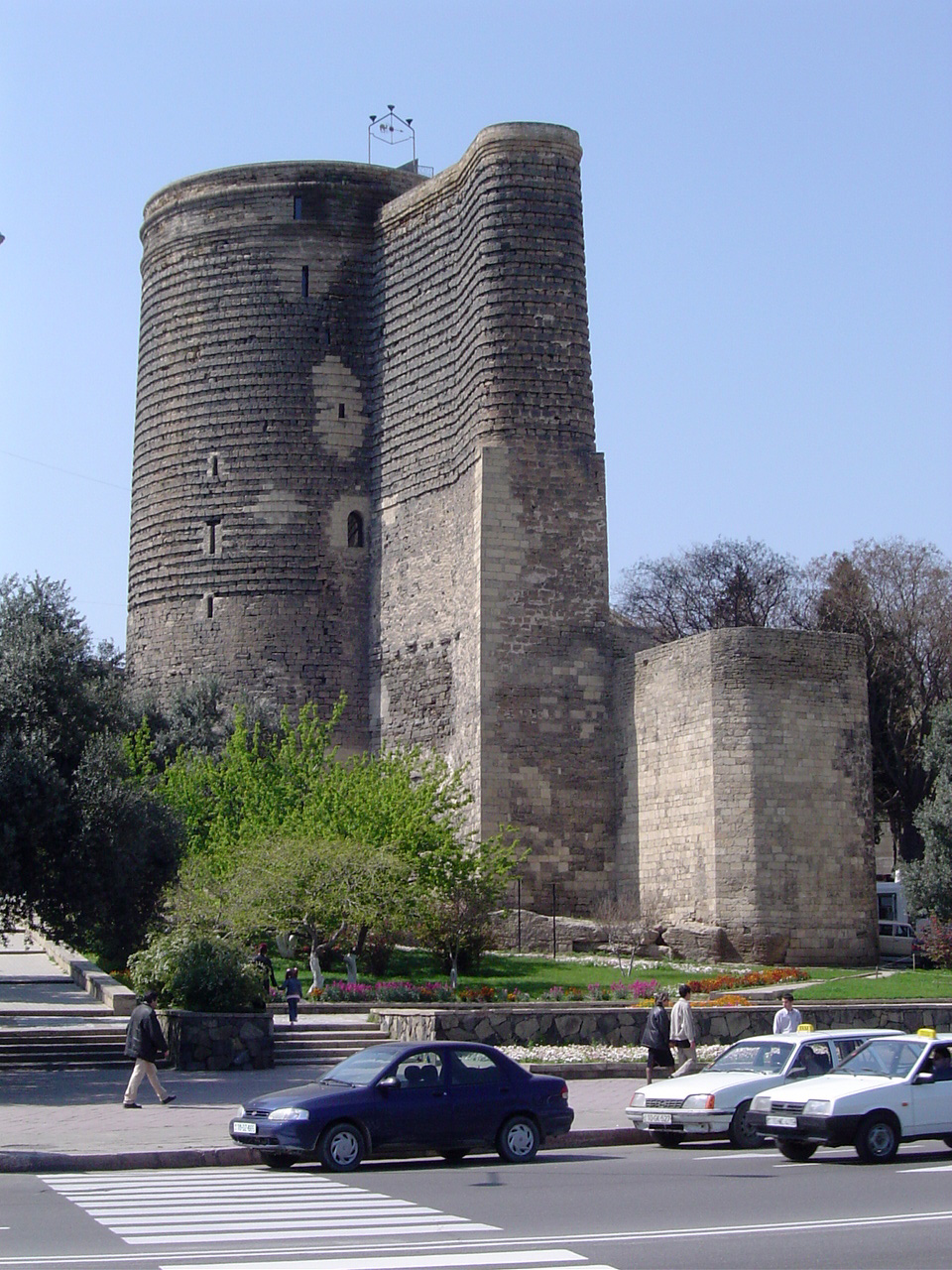
메이든 탑

- 시르빈샤 궁전과 메이든 탑이 있는 바쿠 성곽 도시(2000)
- 고부스탄 암각화 문화 경관 (2007,2011,2017)
- 섀키 역사 지구와 칸의 궁전 (2017)
- 히르카니아 지역의 숲 (2019,2023)
- 흐날르크인의 문화경관과 '쾨치 욜루' 이동 방목 경로 (2023)

## 아프가니스탄
- 잠의 첨탑과 고고 유적(2002)

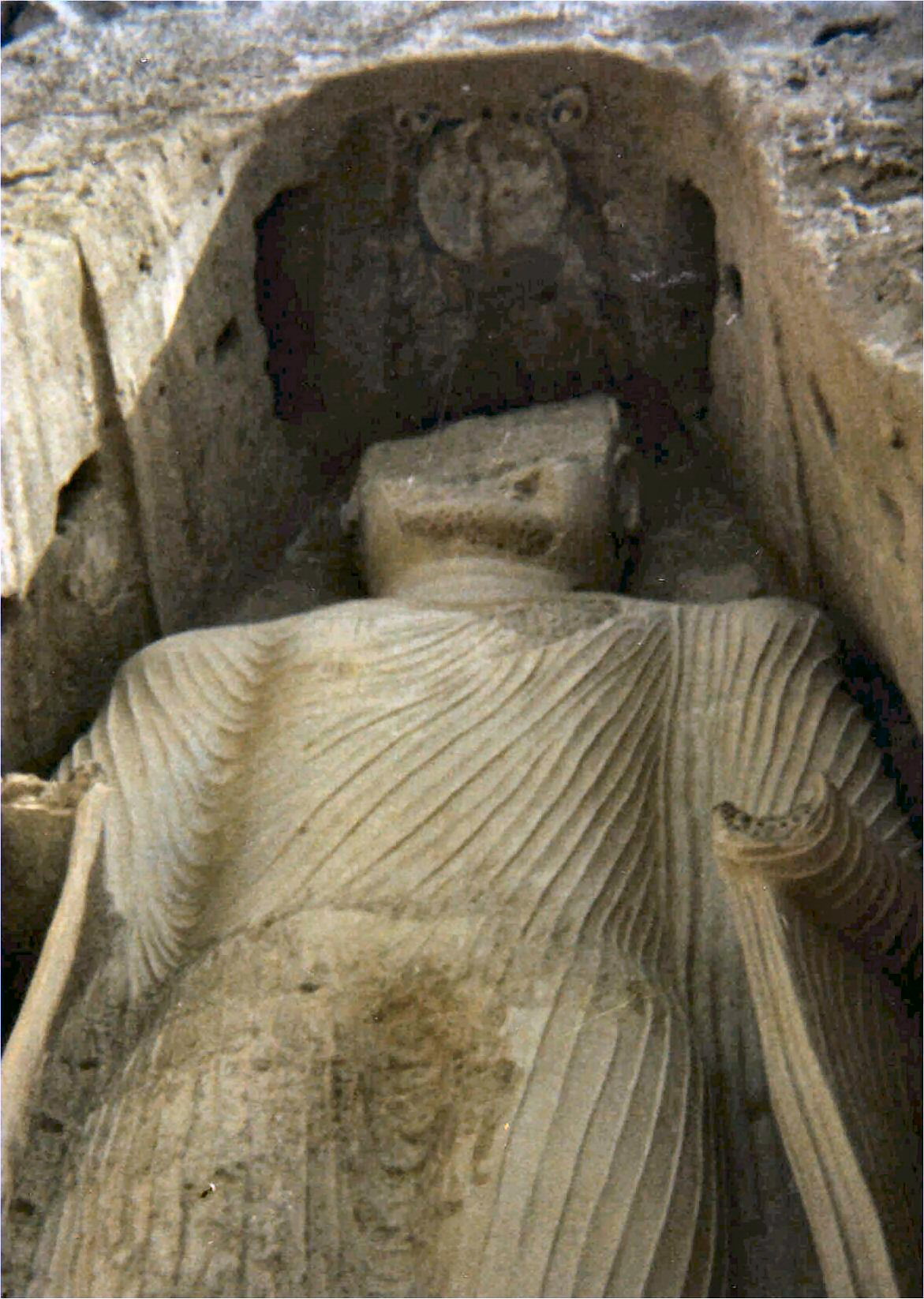
바미안계곡의 석불과 석굴

- 바미안 계곡의 문화 경관과 고고유적지 (2003)

## 예멘
- 시밤 옛 성곽 도시 (1982)
- 사나 옛 시가지 (1986)
- 자비드 역사 도시 (1993)
- 소코트라 군도 (2008)

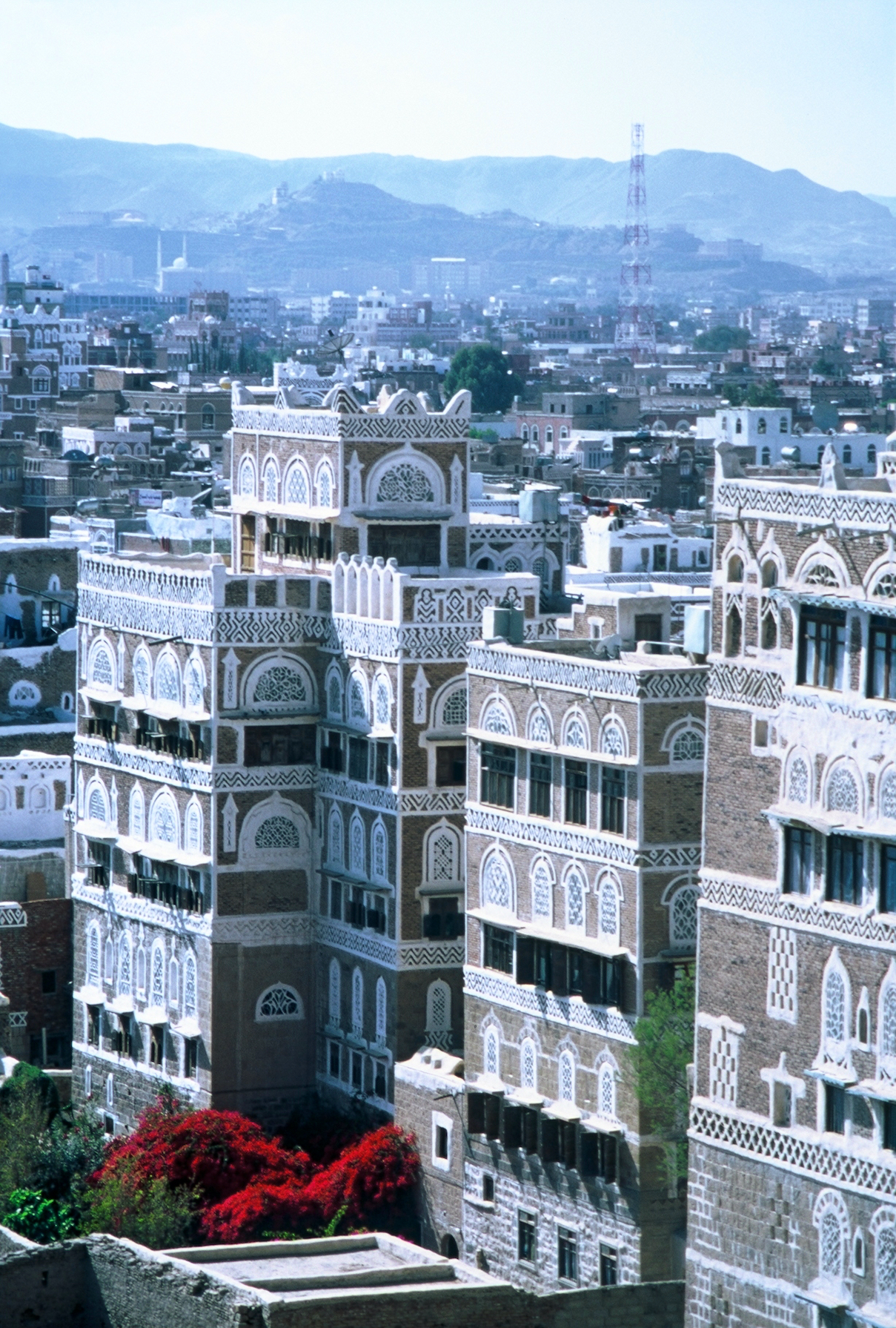
사나 구 시가지

- 마리브의 고대 사바 왕국 건축물 (2023)

## 예루살렘 (요르단에 의한 신청)
- 예루살렘 구 시가지와 성벽 (1981)

## 오만
- 바흘라 요새 (1987)
- 바트•알쿠틈•알아인 고고유적 (1988)
- 유향의 땅(프란킨센스 유적) (2000)
- 아플라즈 관개시설 (2006)
- 칼하트 고대 도시 (2018)

## 요르단
- 쿠세이르 암라 (1985)
- 페트라 (1985)

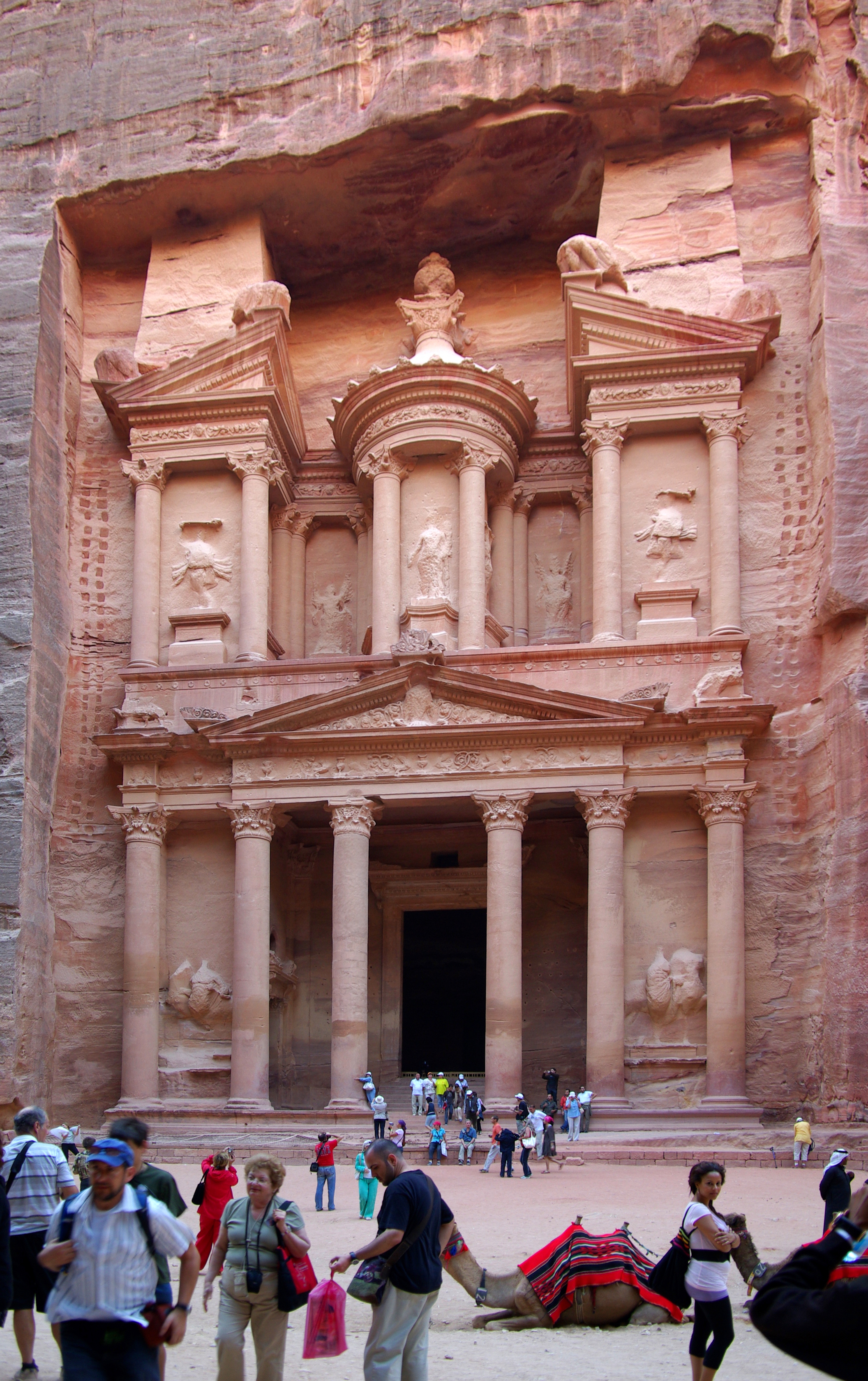
페트라

- 움아르 라사스(카스트롬 메파아) (2004)
- 와디 럼 보호구역 (2011)
- 예수 세례지, '요르단 건너편 베다니'(알 마그타스) (2015)
- 앗살트 - 도시적 환대와 관용의 공간 (2021)
- 움 알 지말 (2024)

## 우즈베키스탄
- 이찬 칼라 (1990)
- 부하라 역사 지구 (1993)
- 샤크리스얍즈 역사 지구 (2000)
- 사마르칸트- 문화교차로 (2001)
- 톈산 산맥 서부 지역 (2016)

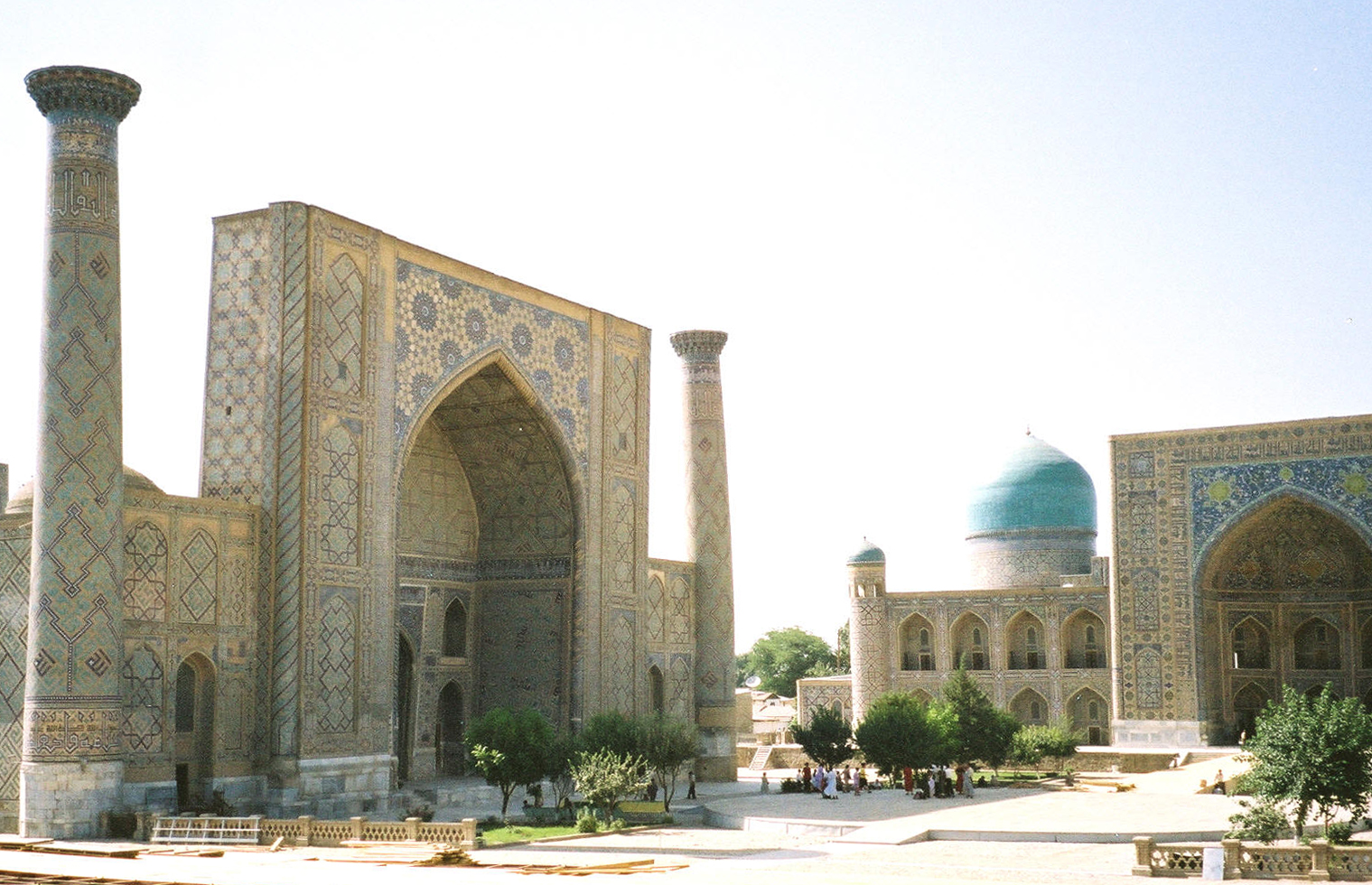
사마르칸트의 레기스탄 광장

- 실크로드: 자라프샨-카라쿰 회랑 (2023)
- 투란 지역의 한동 사막 (2023)

## 이라크
- 하트라 (1985)
- 아수르(칼라트 샤르카트) (2003)
- 사마라 고고 유적 도시 (2007)
- 에르빌 성 (2014)

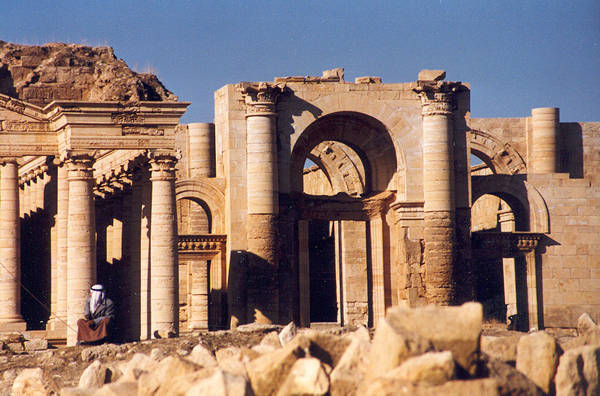
하트라

- 이라크 남부의 아흐와르: 생물다양성 보호지역과 메소포타미아 도시 유적 경관 (2016)
- 바빌론 (2019)

## 이란
- 에스파한의 메이단 이맘 (1979)
- 페르세폴리스 (1979)
- 초가 잔빌 (1979)
- 타흐트 술레이만 (2003)
- 파사르가대 (2004)
- 밤 지역 문화경관 (2004)
- 술타니야 (2005)
- 비수툰 (2006)

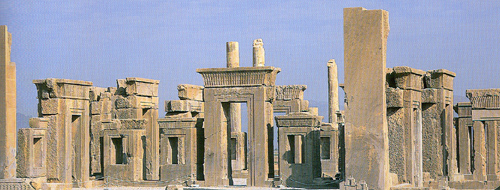
페르세폴리스

- 이란 아르메니아 교회 수도원 유적 (2008)
- 슈슈타르 관개시설 (2009)
- 아르다빌의 세이크 사피 알딘 카네가와 사원 유적군 (2010)
- 타브리즈 역사 지구 (2010)
- 페르시아 정원 (2011)
- 이스파한의 마스제데 자메 (2012)
- 곤바데 카부스 (2012)
- 골레스탄 궁전 (2013)
- 샤흐레 수흐테 (2014)
- 메이만드의 문화경관 (2015)
- 슈쉬 (2015)
- 루트 사막 (2016)
- 페르시아의 카나트 (2016)
- 야즈드 역사 도시 (2017)
- 파르스 주의 고대 사산 도시 유적군(비샵푸르, 피로우자바드, 사르베스탄 (2018)
- 히르카니아 지역의 숲 (2019,2023)
- 이란 종단철도 (2021)
- 하우라만/우라마나트 문화 경관 (2021)
- 페르시아의 카라반사라이 (2023)
- 헤그마타네 (2024)
- 호아마바드 계곡의 선사 유적지(2025)

## 이스라엘
- 마사다 (2001)
- 고대 도시 아크레 (2001)

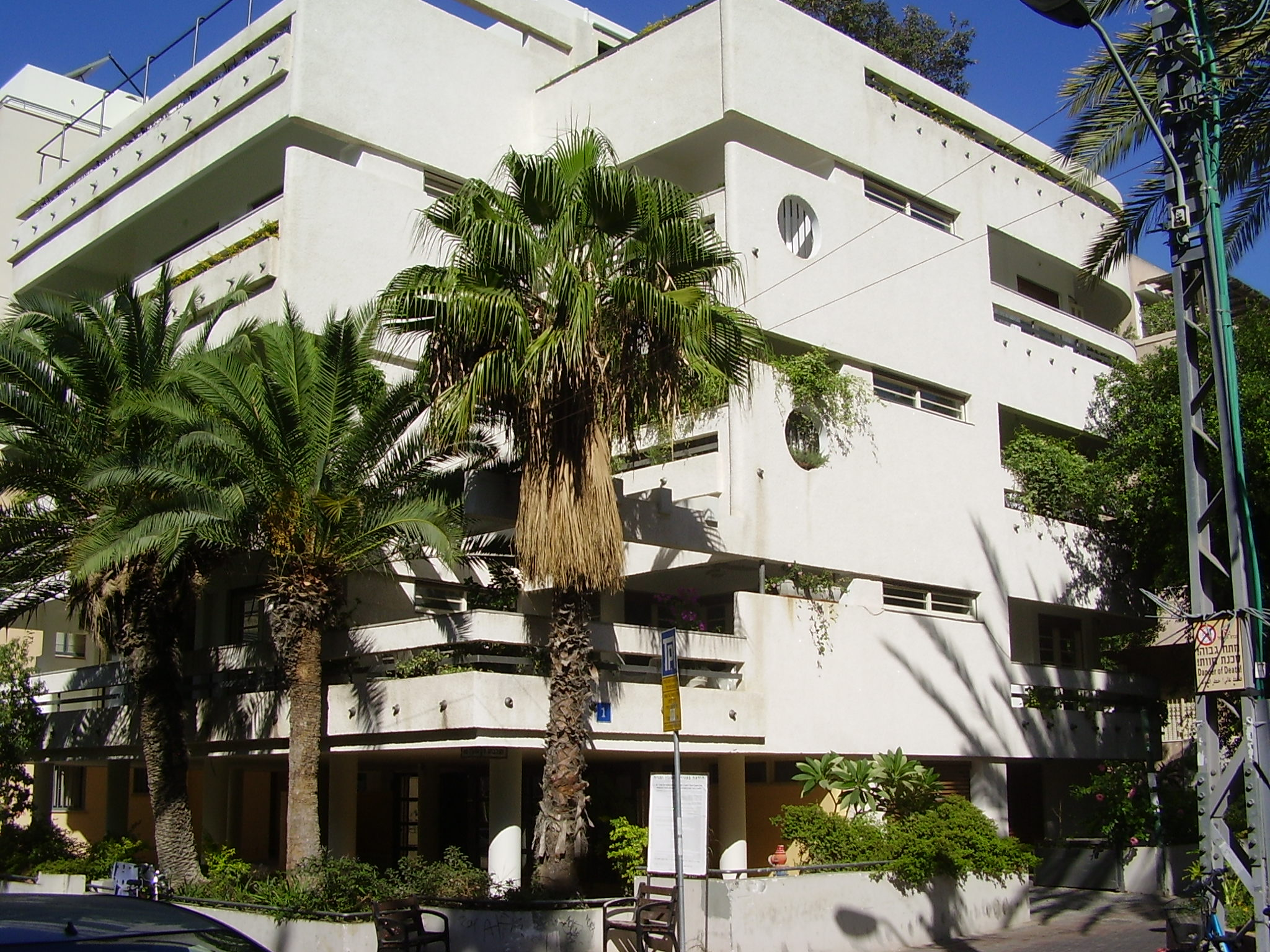
Rabinsky house

- 텔아비브 화이트 시티 -모더니즘운동 (2003)
- 성서 텔- 메기도, 하솔, 베르셰바 (2005)
- 향교 교역로 - 네게브 지역의 사막 도시 (2005)
- 하이파와 갈릴리 서부 지역의 바하이교 성지 (2008)
- 카멜 산 인류 진화의 유적지 : 나할 메아롯 동굴/와디 엘 무그하라 동굴 (2012)
- 유대 저지대의 마레샤와 벧구브린 동굴군 - 동굴 세계의 소우주 (2014)
- 베이트 셰아림의 네크로폴리스: '유대인의 부활'에 관한 기념비 (2015)

## 인도
- 아그라 요새 (1983)
- 타지마할 (1983)
- 엘로라 석굴 (1983)
- 아잔타 석굴 (1983)
- 코나라크의 태양신 사원 (1984)
- 마히발리푸람 기념물군 (1984)
- 케올라디오 국립공원 (1985)
- 카지랑가 국립공원 (1985)
- 마나스 야생동물 보호지역(1985)
- 카주라호 기념물군 (1986)
- 파테푸르 시크리 (1986)
- 고아의 성당과 수도원 (1986)
- 함피 기념물군 (1986)

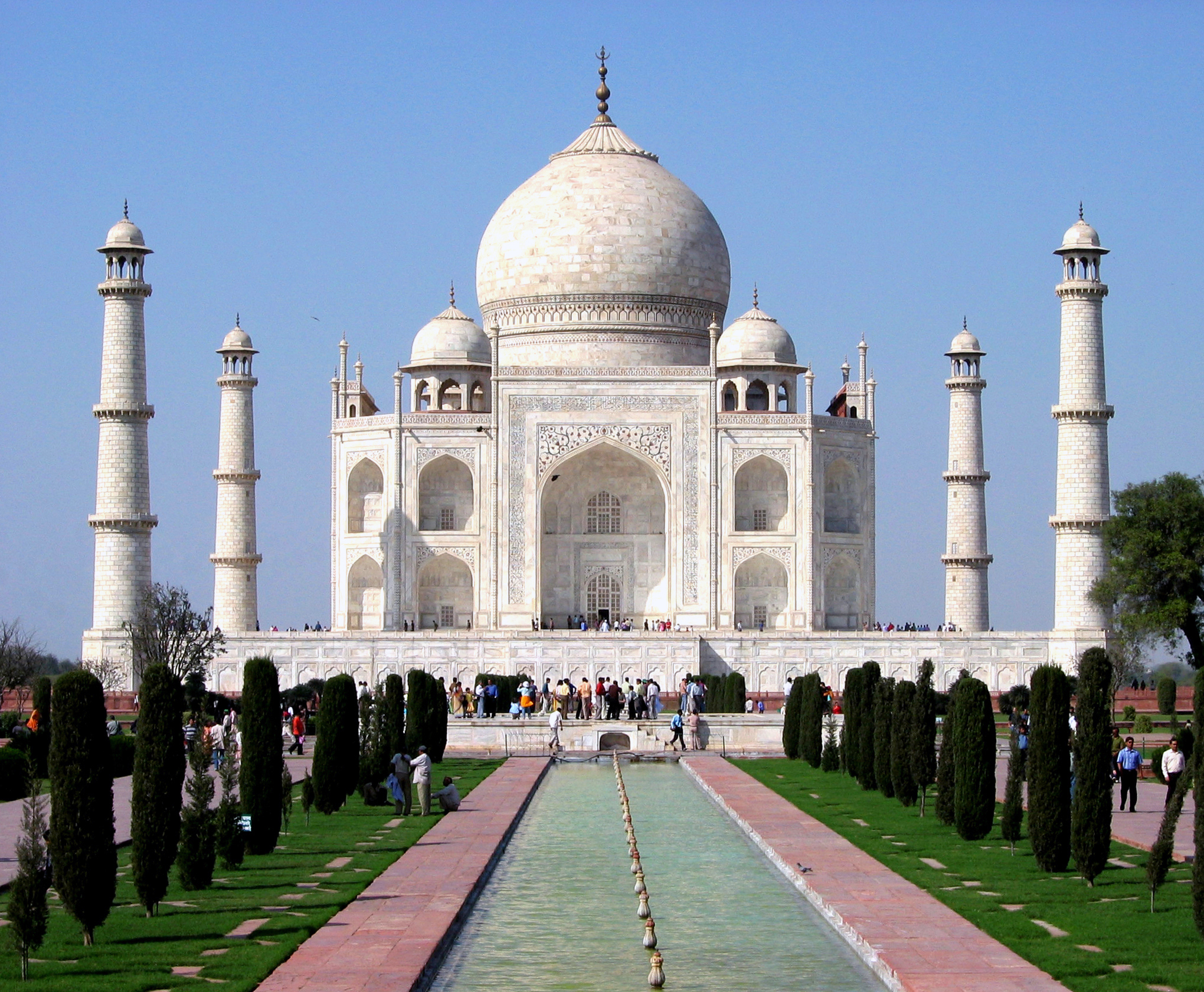
타지 마할

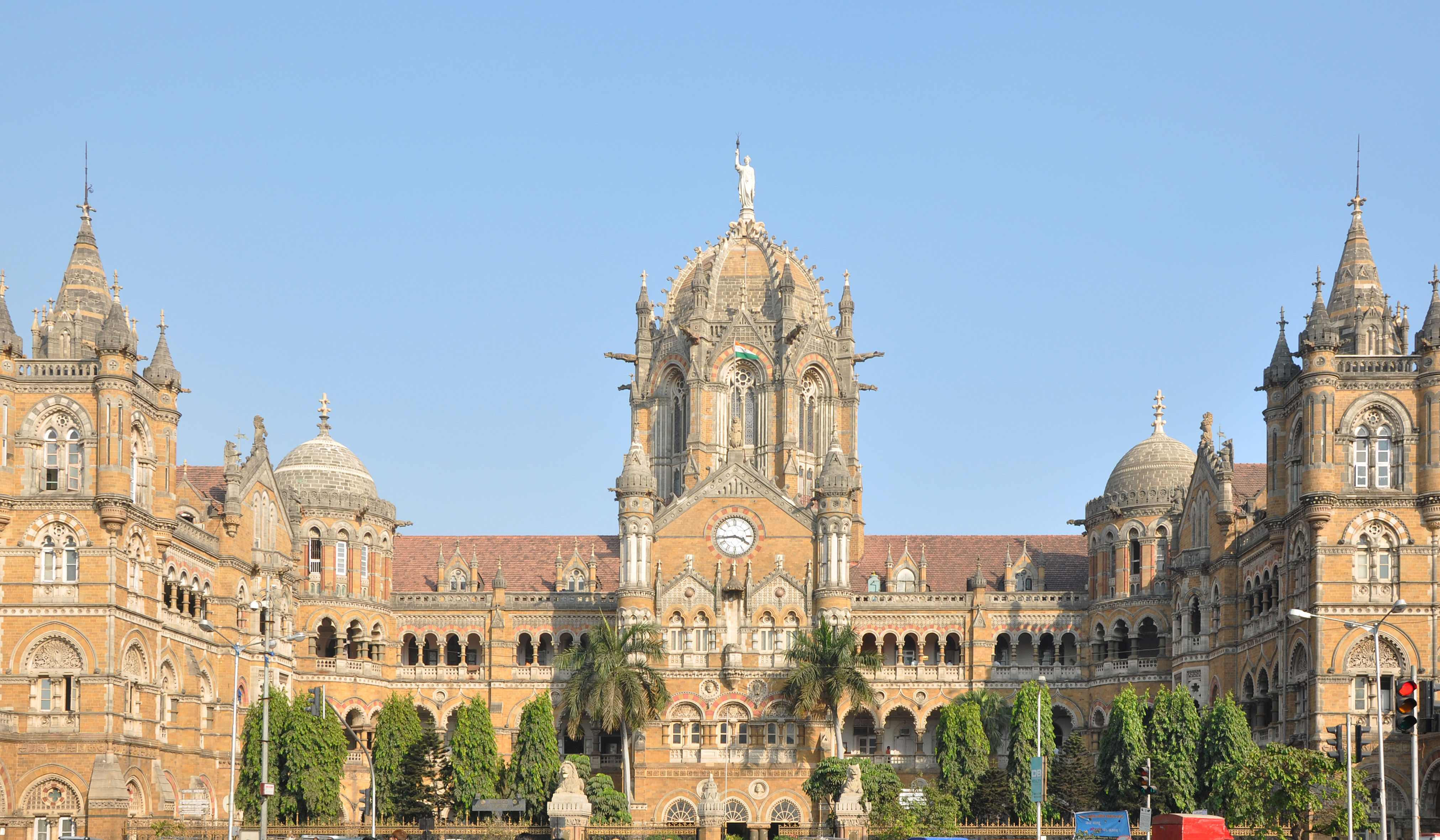
차트라바띠 시와지 역

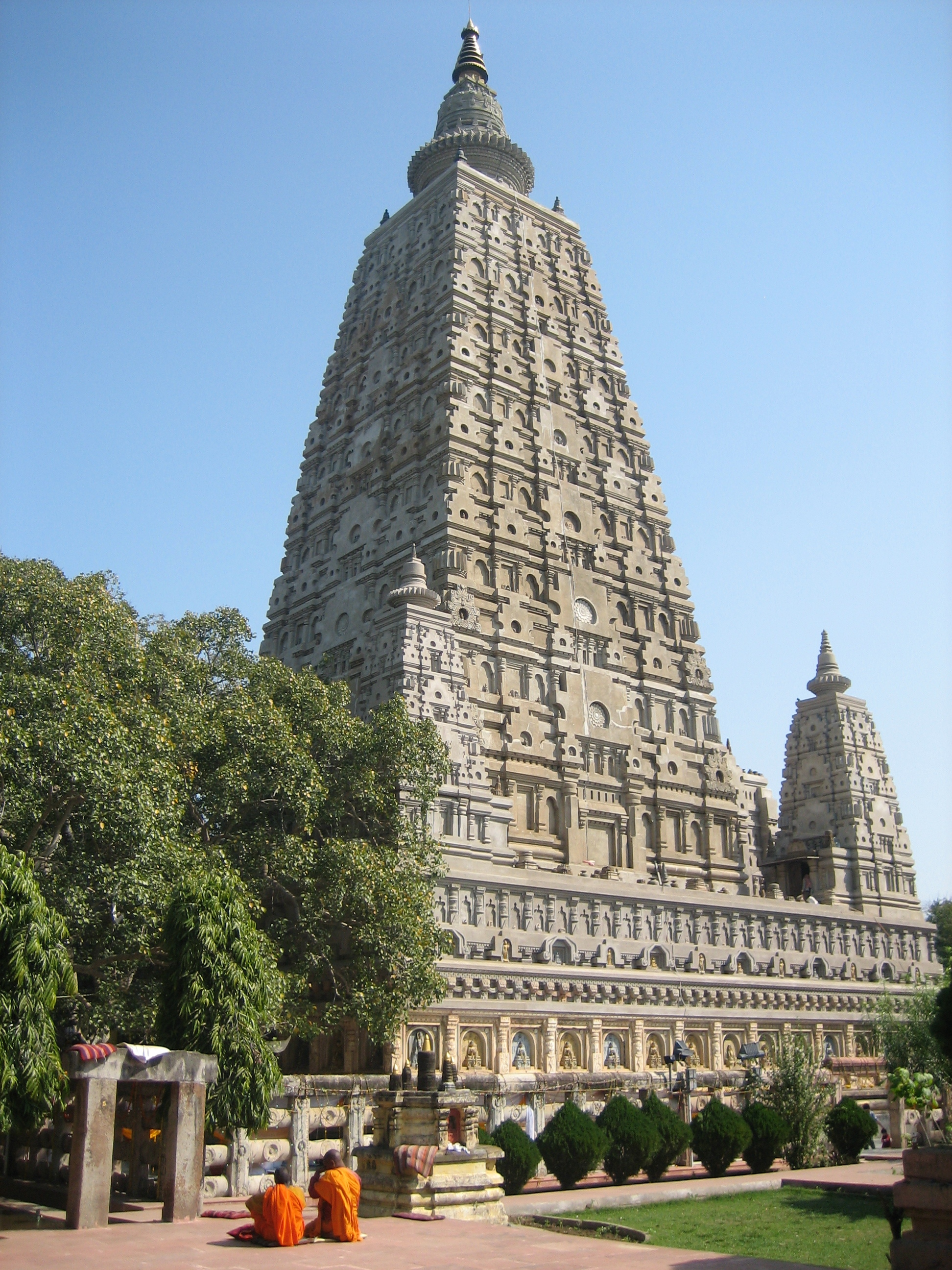
보드 가야의 마하보디

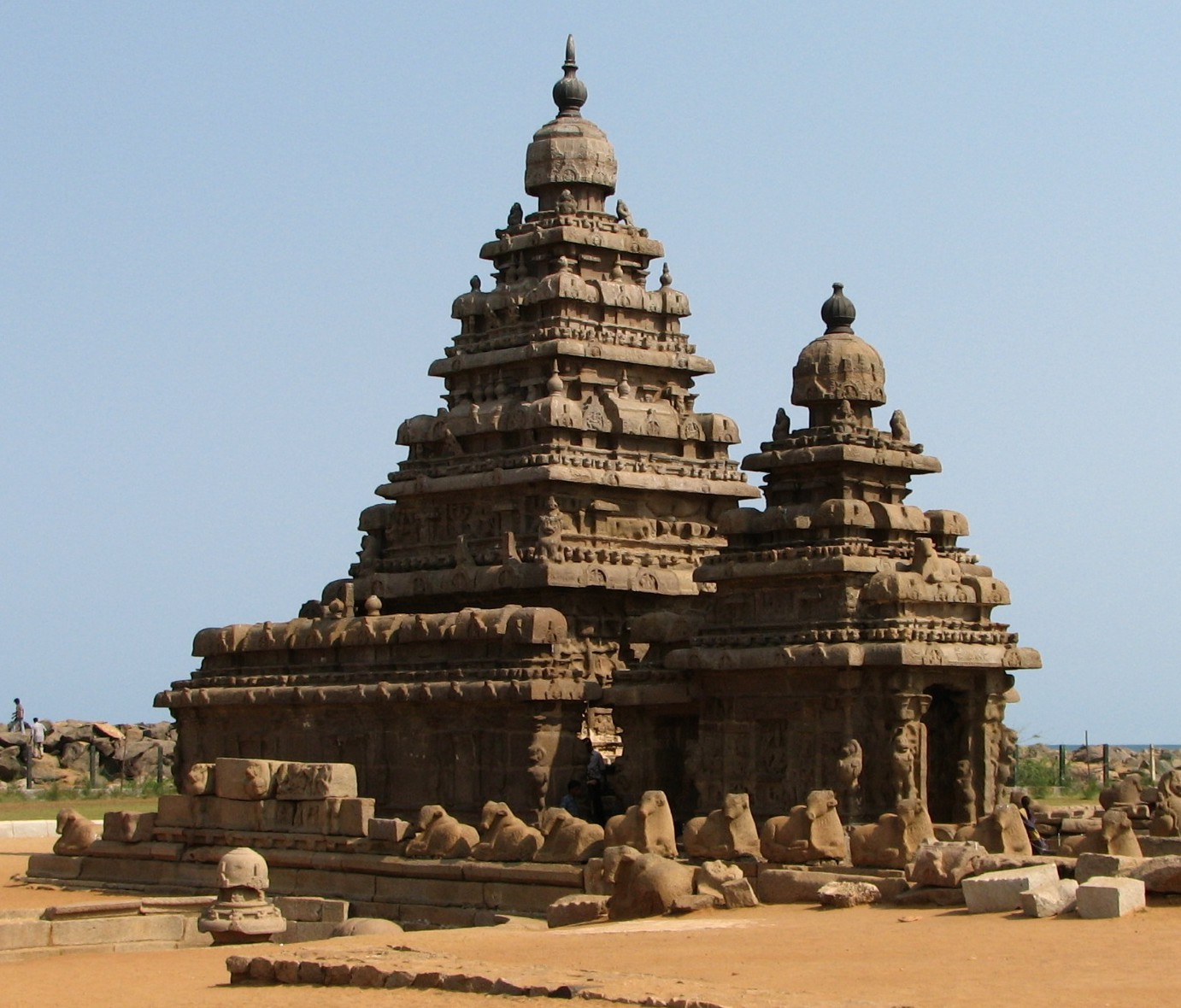
마하발리푸람 기념물군

- 브리하디스바라 사원 탄자브르(1987)
- 엘레판타 동굴 (1987)
- 파타다칼 기념물군 (1987)
- 순다르반 국립공원 (1987)
- 대 촐라 사원 (1987)
- 난다 데비 국립공원과 꽃의 계곡 국립공원 (1988,2005)
- 산치의 불교 기념물군 (1989)
- 델리의 쿠트브 미나르 유적지 (1993)
- 델리의 후마윤 묘지 (1993)
- 인도 산악 철도 (1999,2005,2008)
- 부다가야의 마하보디 사원 단지 (2002)
- 빔베트카의 바위 은신처  (2003)
- 참피네르-파바가드 고고 공원 (2004)
- 차트라파티 시바지 역 (2004)
- 붉은 요새 복합단지 (2007)
- 바이푸르의 잔타르 만타르 (2010)
- 인도의 서 고츠 산맥 (2012)
- 라자스탄 구릉 요새 (2013)
- 그레이트 히말라야 국립공원 보존 지역 (2014)
- 구자라트주 파탄의 라니키바브 (왕비의 계단 우물) (2014)
- 비하르 날란다의 날란다 대승원(날란다 대학교) 고고학 유적) (2016)
- 르 코르뷔지에의 건축 작품, 모더니즘 운동에 관한 탁월한 기여 (2016)
- 칸첸중가 국립공원 (2016)
- 아마다바드 역사 도시 (2017)
- 뭄바이의 빅토리아와 아르데코 양식의 건축군 (2018)
- 라자스탄의 자이푸르 (2019)
- 돌라바라: 하라판 도시 (2021)
- 산티니케탄 (2023)
- 호이살라 왕조의 종교 건축군 (2023)
- 모이담스 - 아홈 왕조의 매장 시스템 (2024)
- 인도의 마라타 군사 경관 (2025)

## 인도네시아
- 코모도 국립공원(1991)
- 우중쿨론 국립공원 (1991)
- 보로부두르 불교사원(1991)
- 프람바난 힌두사원(1991)
- 산기란 초기 인류 유적지 (1996)
- 로렌츠 국립공원(1999)

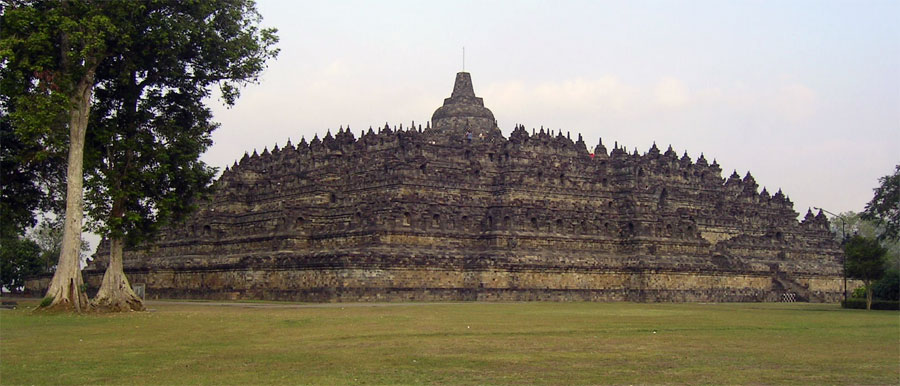
보로부두르

- 수마트라의 열대 우림 유산 (2005)
- 발리의 문화경관 : 트리 히타 카라나 철학을 보여주는 수박 관개시스템 (2012)
- 사와룬토의 옴빌린 광산 유적 (2019)
- 욕야카르타의 우주론적 도시축과 역사적인 기념물 (2023)
- 수마트라의 열대우림 지역 (2024)

## 일본
- 히메지 성 (1993)

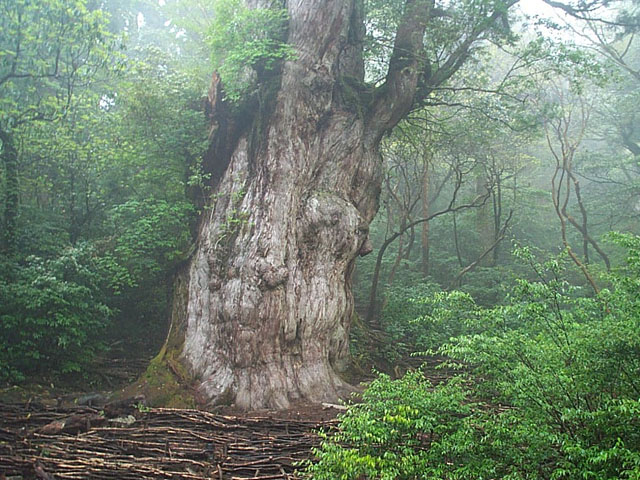
야쿠섬의 조몬 삼나무

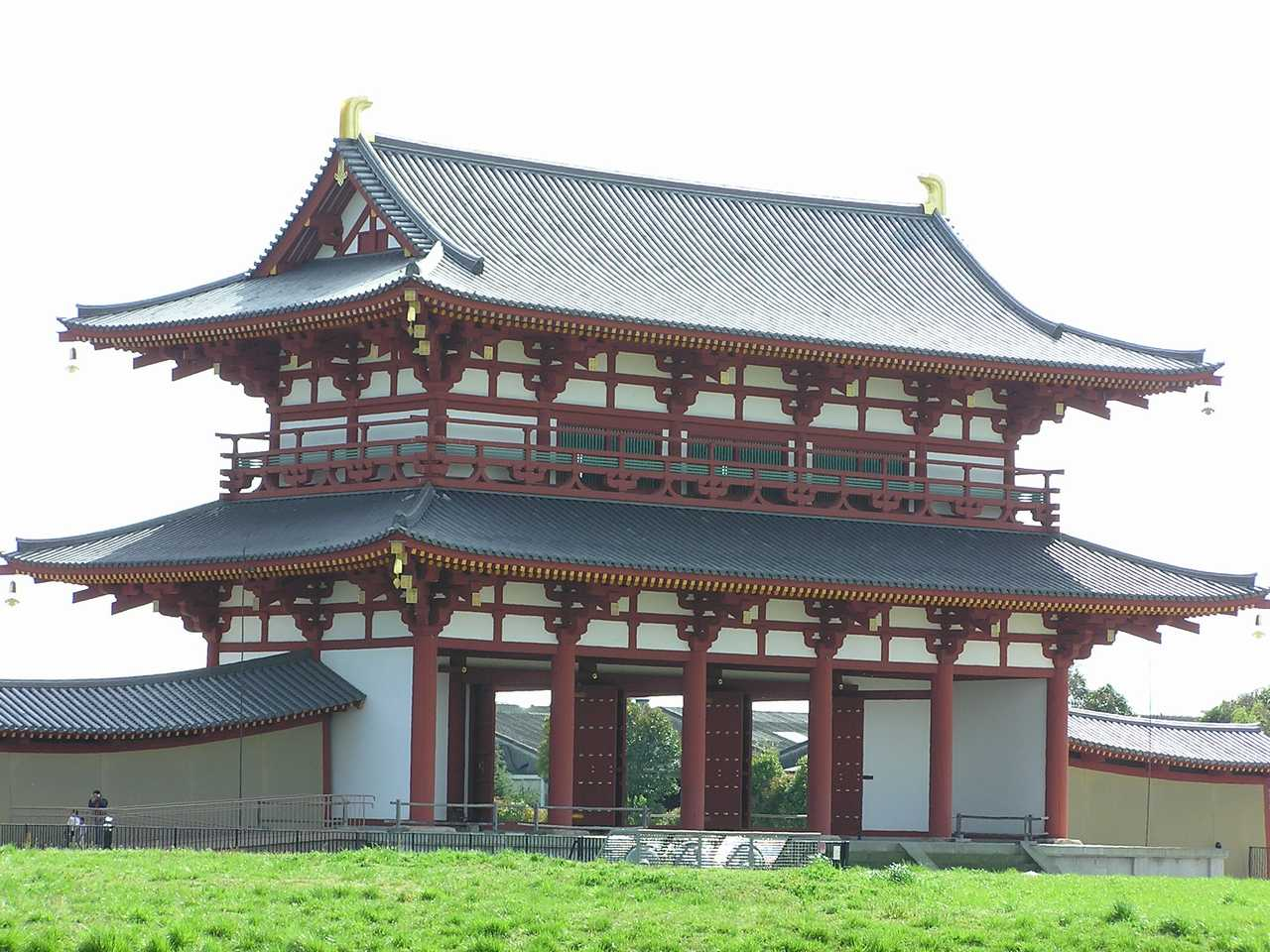
헤이조쿄 스자쿠문

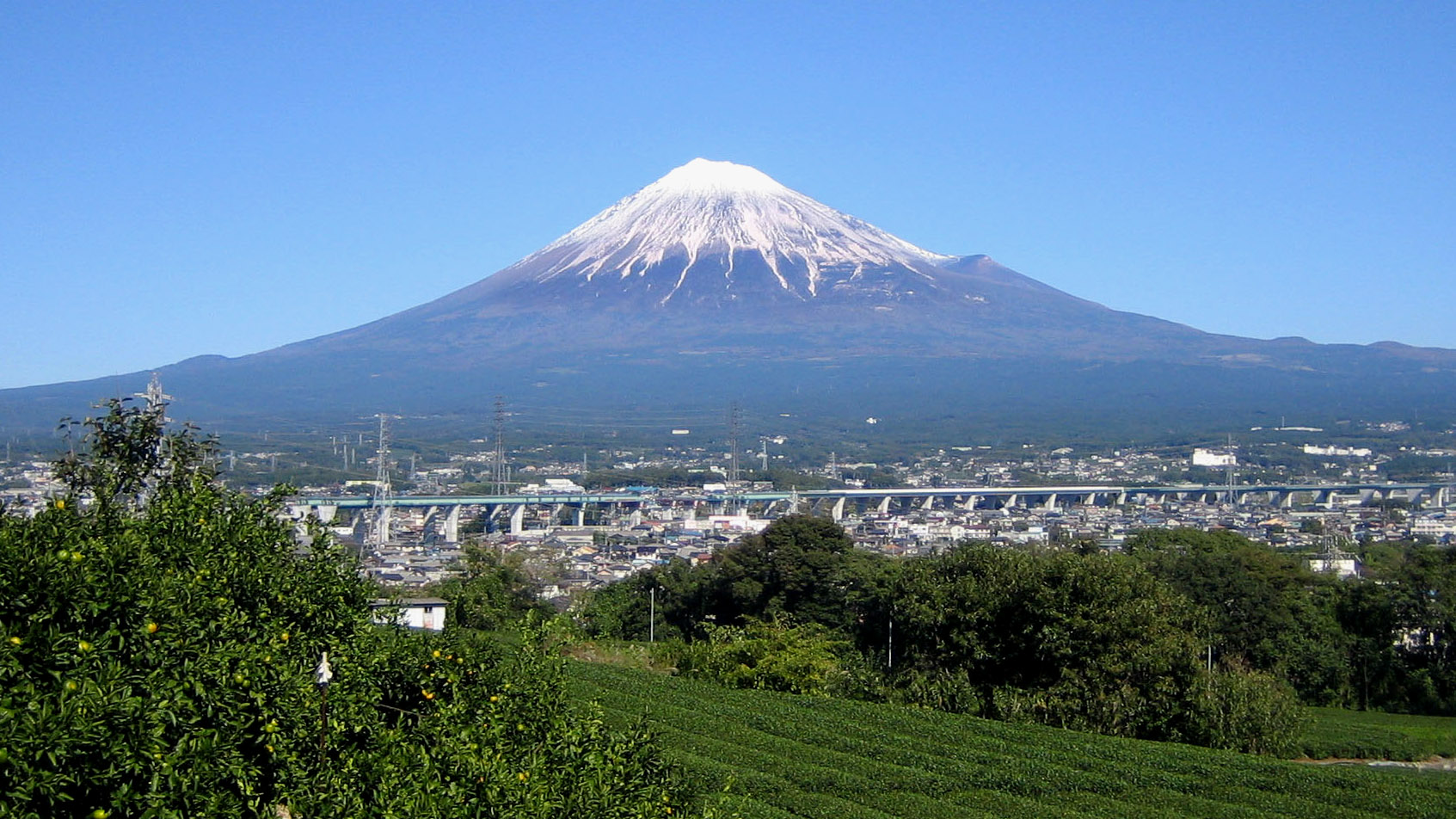
후지 산

- 호류지 지역의 불교 건조물 (1993)
- 시라카미 산지 (1993)
- 야쿠시마 (1993)
- 고대 교토와 역사 기념물 (1994)
- 시라카와고와 고카야마 역사 마을(1995)
- 히로시마 평화 기념관(원폭돔) (1996)
- 이쓰쿠시마 신사 (1996)
- 고대 나라의 역사 기념물 (1998)
- 닛코의 신사와 사찰 (1999)
- 류큐 왕국의 구스쿠 유적지와 관련 유산 (2000)
- 기이 산지의 영지와 참배길(2004)
- 시레토코 (2005)
- 이와미 은광과 문화 경관 (2007)
- 히라이즈미 - 불교 정토 사상을 대포하는 사찰, 정원, 고고 유적 (2011)
- 오가사와라 제도 (2011)
- 후지 산, 성스러운 장소 그리고 예술적 영감의 원천 (2013)
- 토미오카 제사 공장과 관련 유적지 (2014)
- 일본의 메이지 산업헉명 유산: 철강, 조선 및 탄광 (2015)
- 르 코르뷔지에의 건축 작품, 모더니즘 운동에 관한 탁월한 기여 (2016)
- 신이 사는 섬 무나카타 오키노시마와 관련 유산군 (2017)
- 나가사키 지역의 은둔 기독교 유적지들 (2018)
- 모즈•후루이치 고분군: 고대 일본의 무덤(2019)
- 북일본의 조몬 선사시대 유적지 (2021)
- 오가사외라 제도 (2021)
- 아마미 오시마, 도쿠노시마, 오키나와섬 북부와 이리오모테 (2021)
- 사도 광산 (2024)

## GEO

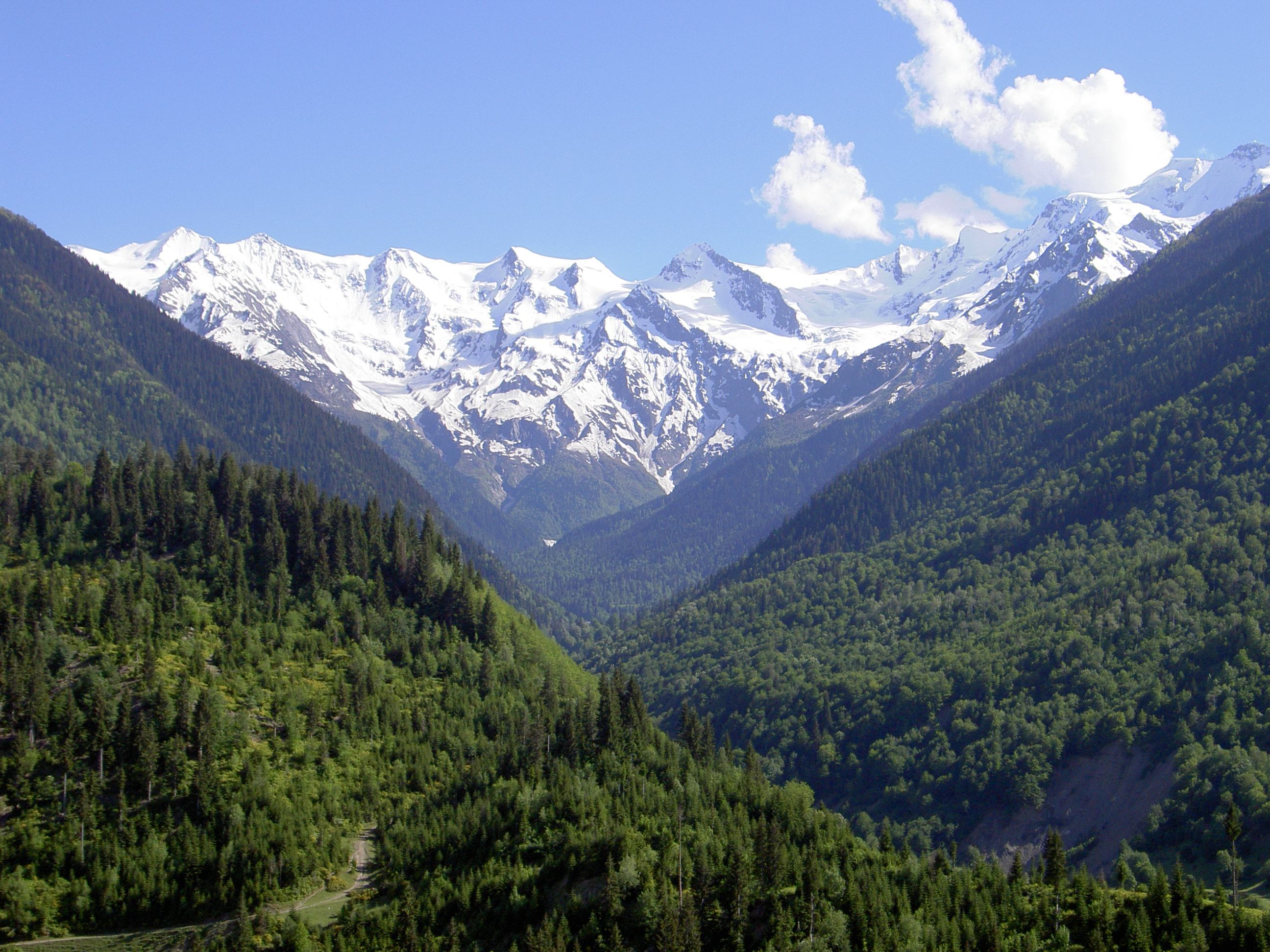
어퍼 스배네티

## 조지아
- 겔라티 수도원 (1994,2017)
- 므츠헤타의 역사 기념물 (1994)
- 어퍼 스바네티  (1996)
- 콜키스 우림과 습지 (2021)

## 중국
- 둔황 모가오 굴 (1987)
- 만리장성 (1987)

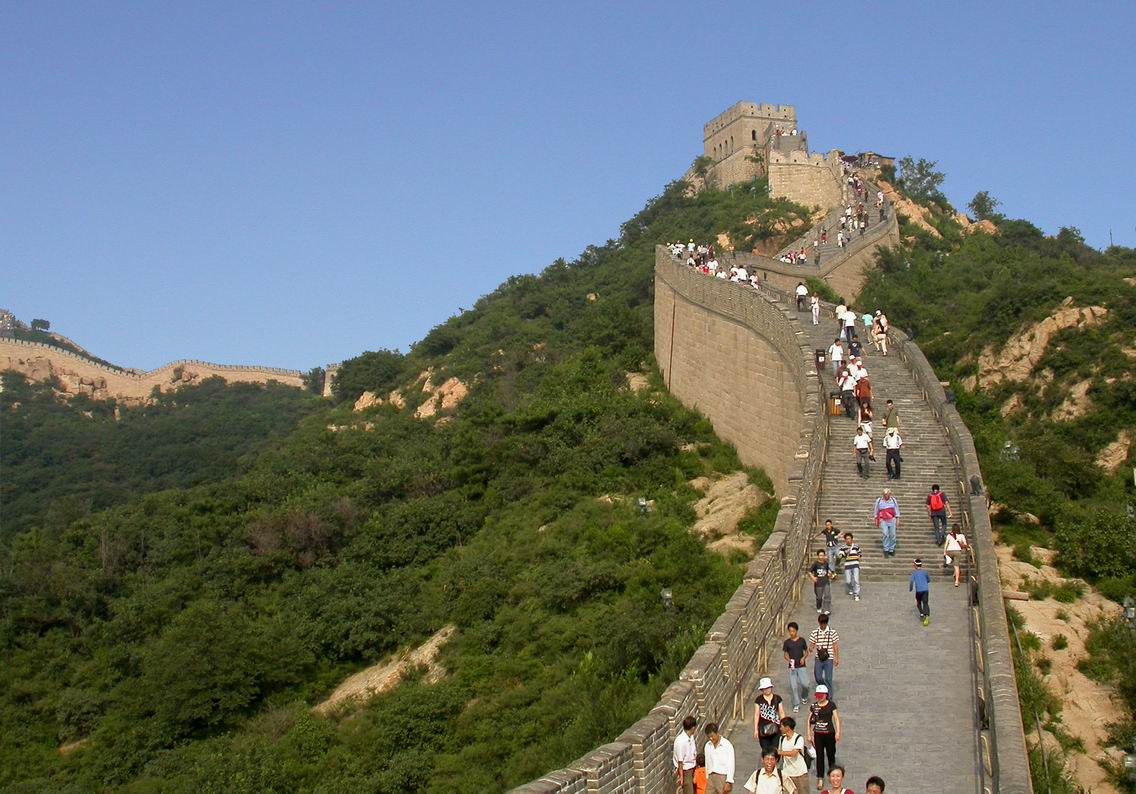
만리장성

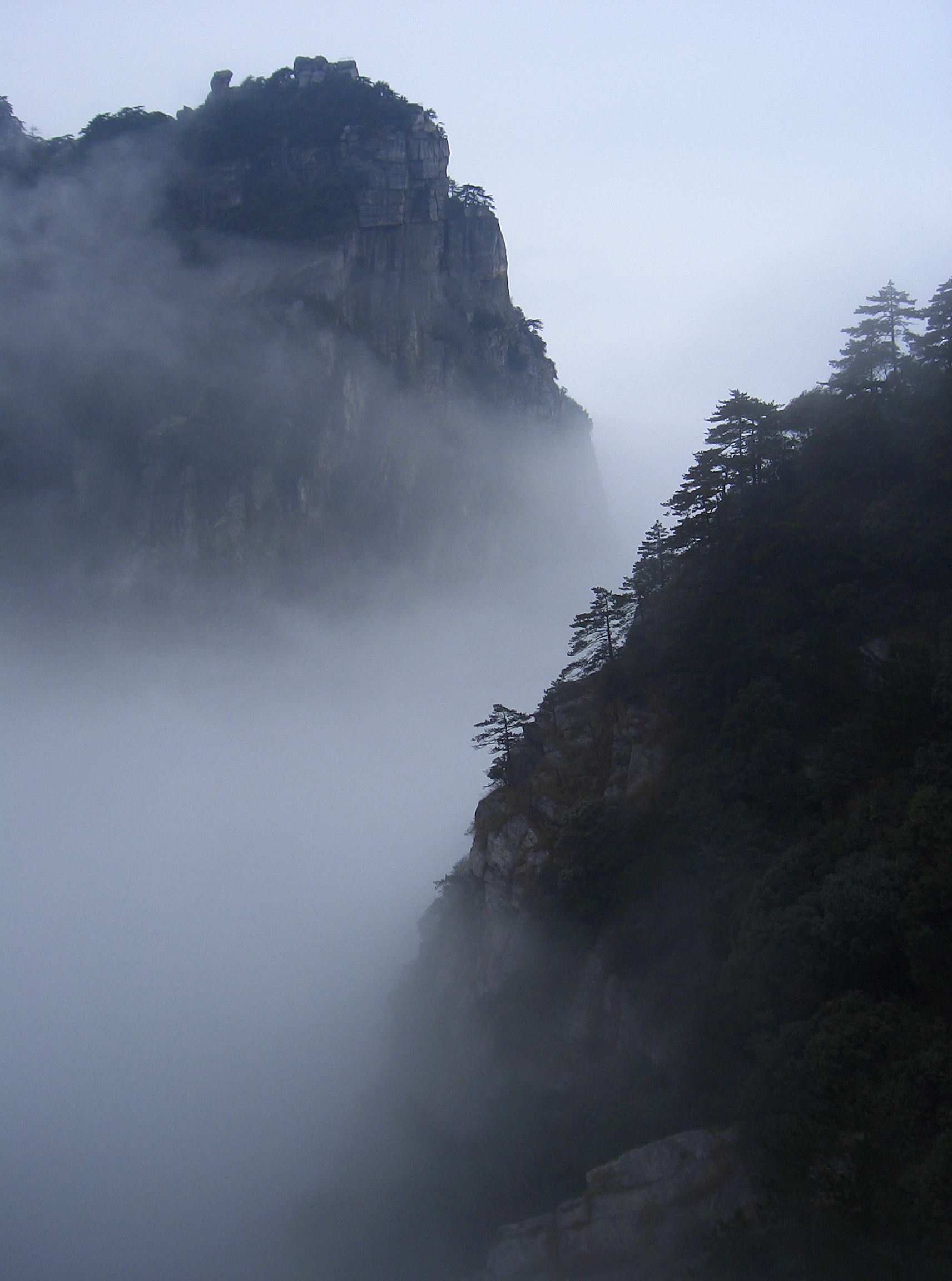
노산

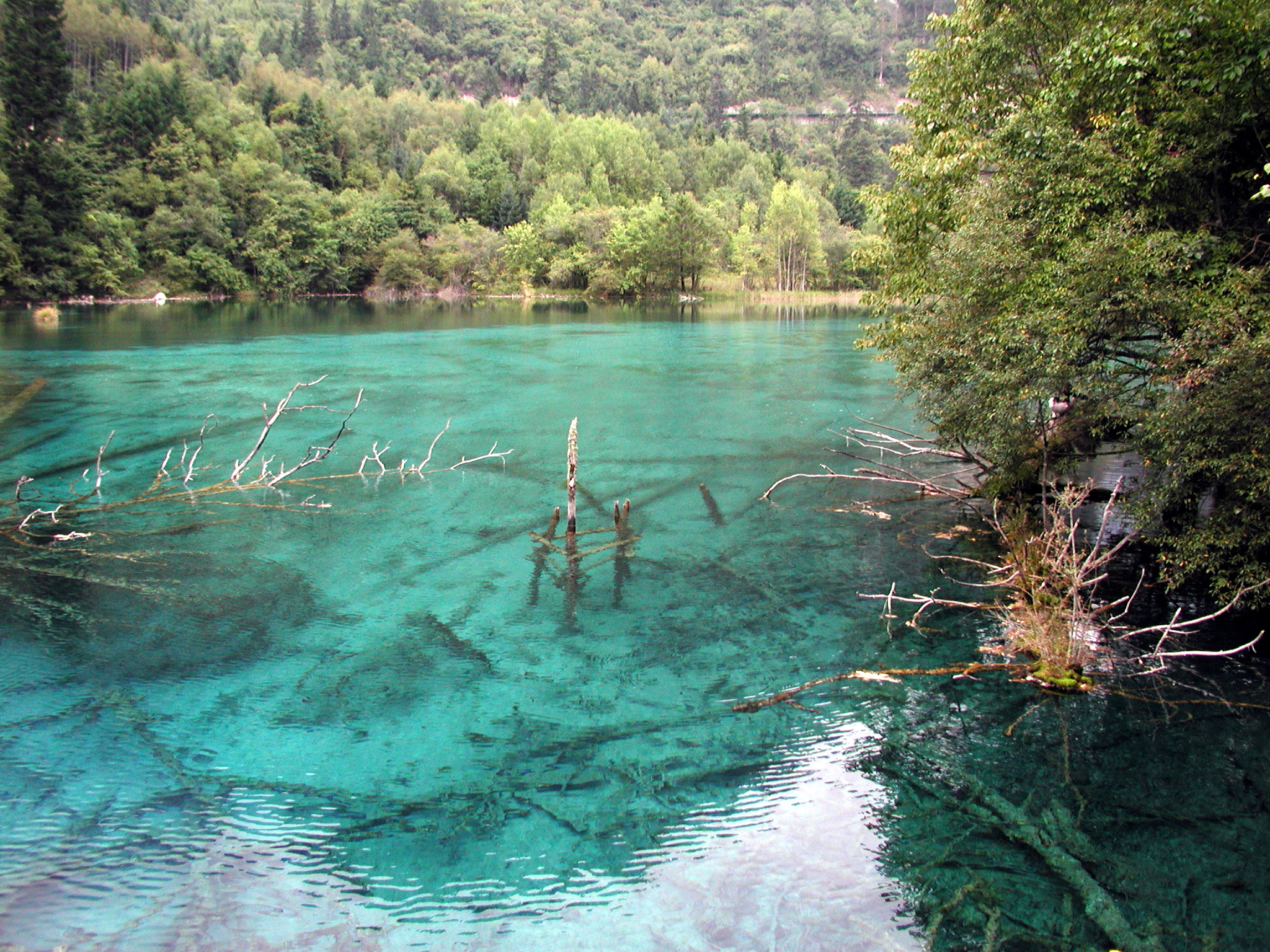
구채구

- 베이징과 선양의 명과 청 시대 황궁 (1987,2004)
- 저우커우뎬 베이징원인 유적(1987)
- 진시황릉 (1987)
- 타이 산 (1987)
- 황산 (1990)
- 우링위안 자연경관 및 역사 지구 (1992)
- 주자이거우 계곡 경관 및 역사 지구 (1992)
- 황룡 자연경관 및 역사 지구 (1992)
- 라싸의 포탈라 궁의 역사 유적군 (1994,2000,2001)
- 우당산의 고대 건축물군 (1994)
- 청더 피서산장과 주변 사원 (1994)
- 취푸의 공자 유적(1994)
- 루산 국립공원 (1996)
- 어메이 산과 러산 대불 (1996)
- 리장 옛 시가지 (1997)
- 쑤저우 전통 정원 (1997,2000)
- 핑야오 고대 도시 (1997)
- 베이징의 황실 정원, 이허위안 (1998)
- 천단 : 베이징에 있는 황제의 제례 제단 (1998)
- 다쭈 암각화 (1999)
- 우이 산 (1999)
- 남부 안후이 성 고대 마을 - 시디춘과 홍춘 (2000)
- 룽먼 석굴 (2000)
- 명과 청 시대의 황릉 (2000,2003,2004)
- 칭청산과 두장옌 수리 시설 (2000)
- 윈강 석굴 (2001)
- 윈난성 싼장빙류 보호구 (2003)
- 고대 고구려 왕국 수도와 묘지 (2004)
- 마카오 역사 지구 (2005)
- 은허 (2006)
- 쓰촨 자이언트판다 보호구역 (2006)
- 카이핑 댜오러우 건축물과 마을 (2007)
- 중국 남부 카르스트 (2007,2014)
- 푸젠 성 토루 (2008)
- 싼칭 산 국립공원 (2008)
- 우타이 산 (2009)
- 천지지중 덩펑 역사기념물 (2010)
- 중국 단샤 (2010)
- 항저우의 시후호 문화 경관 (2011)
- 상도 유적 (2012)
- 청지앙 화석 유적 (2012)
- 신장 톈산 (2013)
- 훙허하니족의 다랑논 문화경관 (2013)
- 대운하 (2014)
- 실크로드: 창안-톈산 회랑 도로망 (2014)
- 투스 유적 (2015)
- 줘장화산 암벽화 문화 경관 (2016)
- 후베이 선눙자 (2016)
- 구랑위, 유서 깊은 공공조계 (2017)
- 칭하이 호실 (2017)
- 판징 산 (2018)
- 량주 고고학 유적 (2019)
- 황해- 발해만 안의 철새 보호구(1단계) (2019,2024)
- 취안저우, 중국 송-원 시대의 세계적인 상점 (2021)
- 푸얼 징마이산 고대 차림 문화경관 (2023)
- 바다인 자란 사막 - 모래와 호수의 탑 (2024)
- 베이징 중축선 - 중국의 이상적 도성 질서의 걸작 (2024)
- 서하왕릉 (2025)

## 카자흐스탄
- 코자 아흐메드 야사위의 영묘 (2003)
- 탐갈리 고고 경관의 암면 조각 (2004)
- 카자흐스탄 북부 사랴르카 초원•호수 지역 (2008)
- 실크로드: 창안-톈산 회랑 도로망 (2014)
- 톈산 산맥 서부 지역 (2016)
- 투란 지역의 한동 사막 (2023)

## 카타르
• 알 주바라 고고학 유적 (2013)

## 캄보디아
- 앙코르 (1992)
- 프레아 비헤아르 사원 (2008)

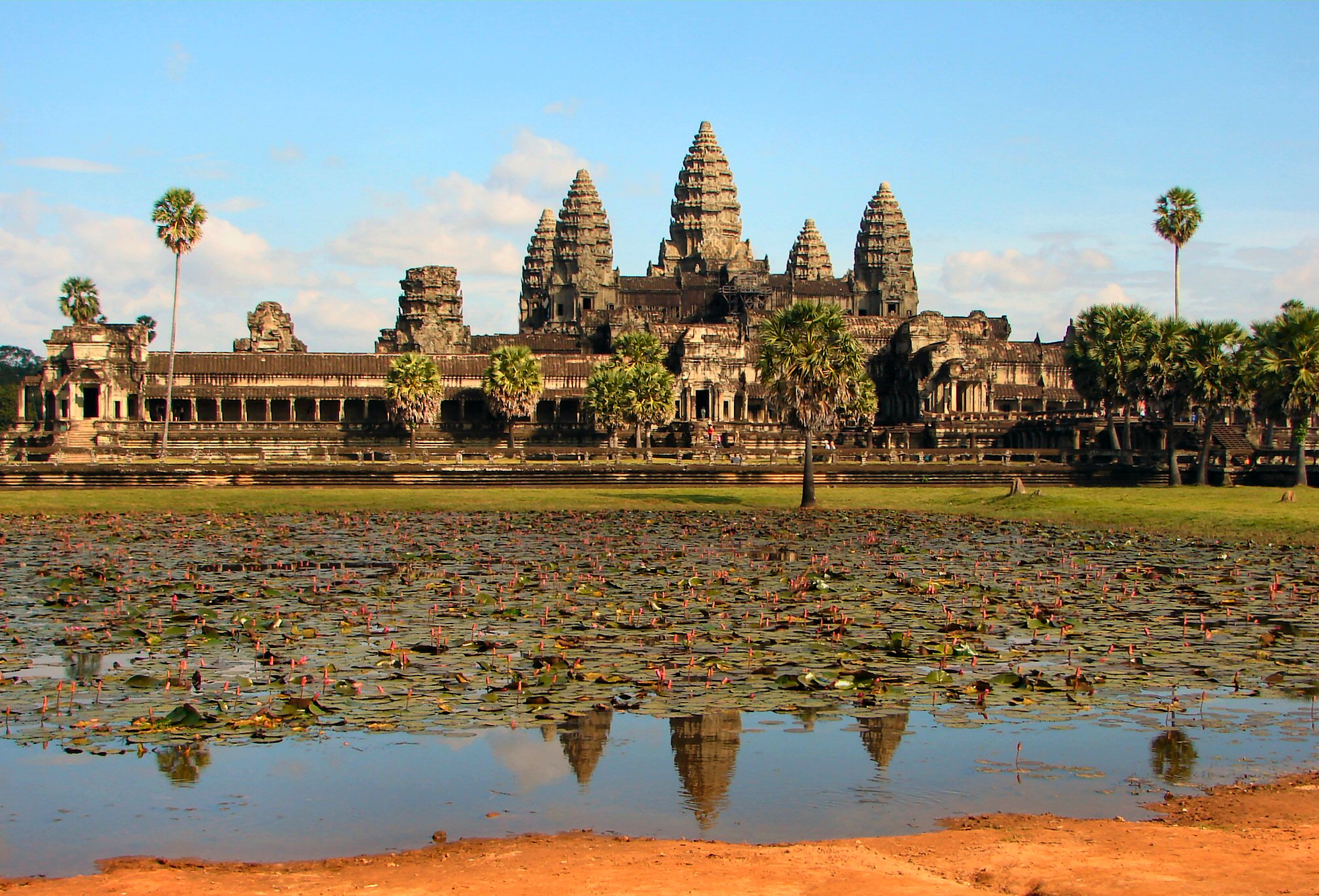
앙코르 유적

- 삼보르 프레이 쿡 사원, 고대 이사냐푸라의 고고 유적 (2017)
- 꼬 께, 고대 링가푸라 또는 촉 가르갸르의 고고 유적 (2023)
- 캄보디아의 기억의 장소: 탄압의 중심지부터 평화와 반영의 장소까지 (2025)

## 키르기스스탄
- 술라이만투 성산 (2009)
- 실크로드: 창안-톈산 회랑 도로망 (2014)
- 톈산 산맥 서부 지역 (2016)

## 키프로스
- 파포스 (1980)
- 트로도스 지역의 벽화 교회군 (1985)
- 코이로코이티아 (1998)

## 타지키스탄
- 사라즘의 최초의 도시 유적 (2010)
- 타지키스탄 국립공원(파미르 산맥) (2013)
- 실크로드: 자라프샨-카라쿰 회랑 (2023)
- 티그로비아 발카 자연보호구역의 투가이 숲 (2023)
- 고대 후탈의 문화 경관 (2025)

## 태국
- 수코타이 역사 도시 (1991)
- 아유타야 역사 도시 (1991)

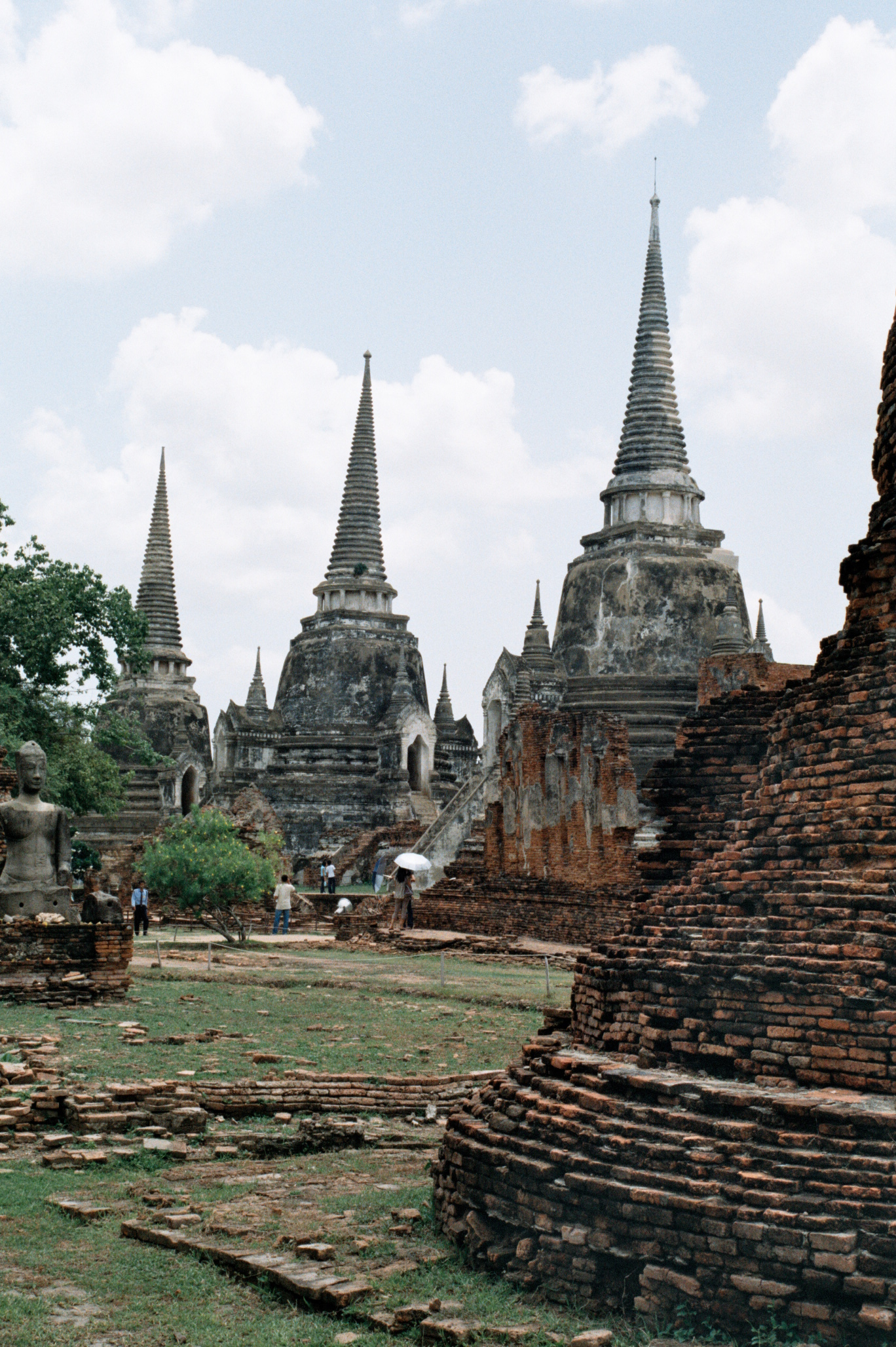
왓 프라시산펫
(아유타야 역사도시)

- 퉁야이 후아이카캥 야생동물 보호구역 (1991)
- 반치앙 고고유적 (1992)
- 동파야옌 카오야이 숲 (2005)
- 카엥 크라찬 숲 (2021)
- 시텝 고대 도시와 드바라바티 왕조 건축군 (2023)
- 드바라티 시대의 시마석 전통을 증언하는 푸 프라밧 (2024)

## 튀르키예

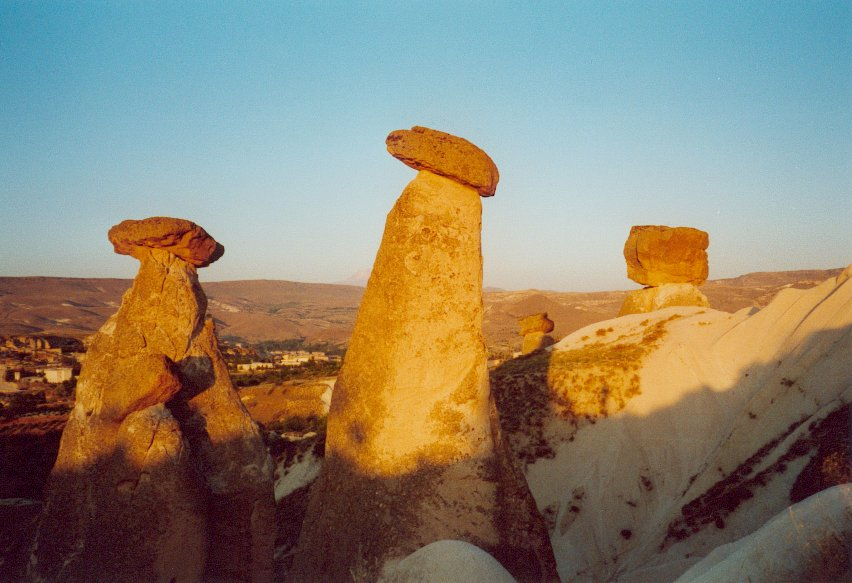
카파도키아

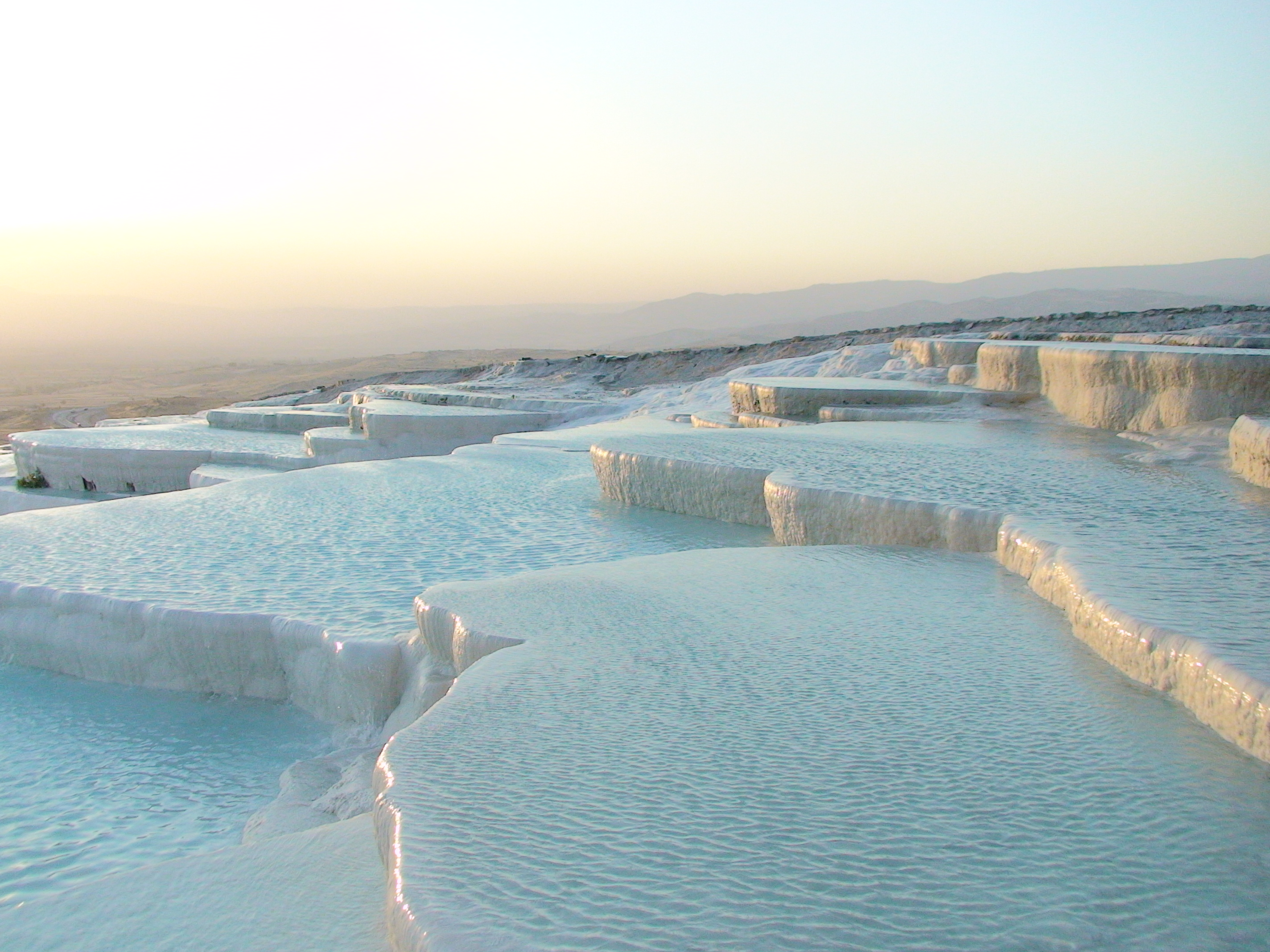
파묵칼레

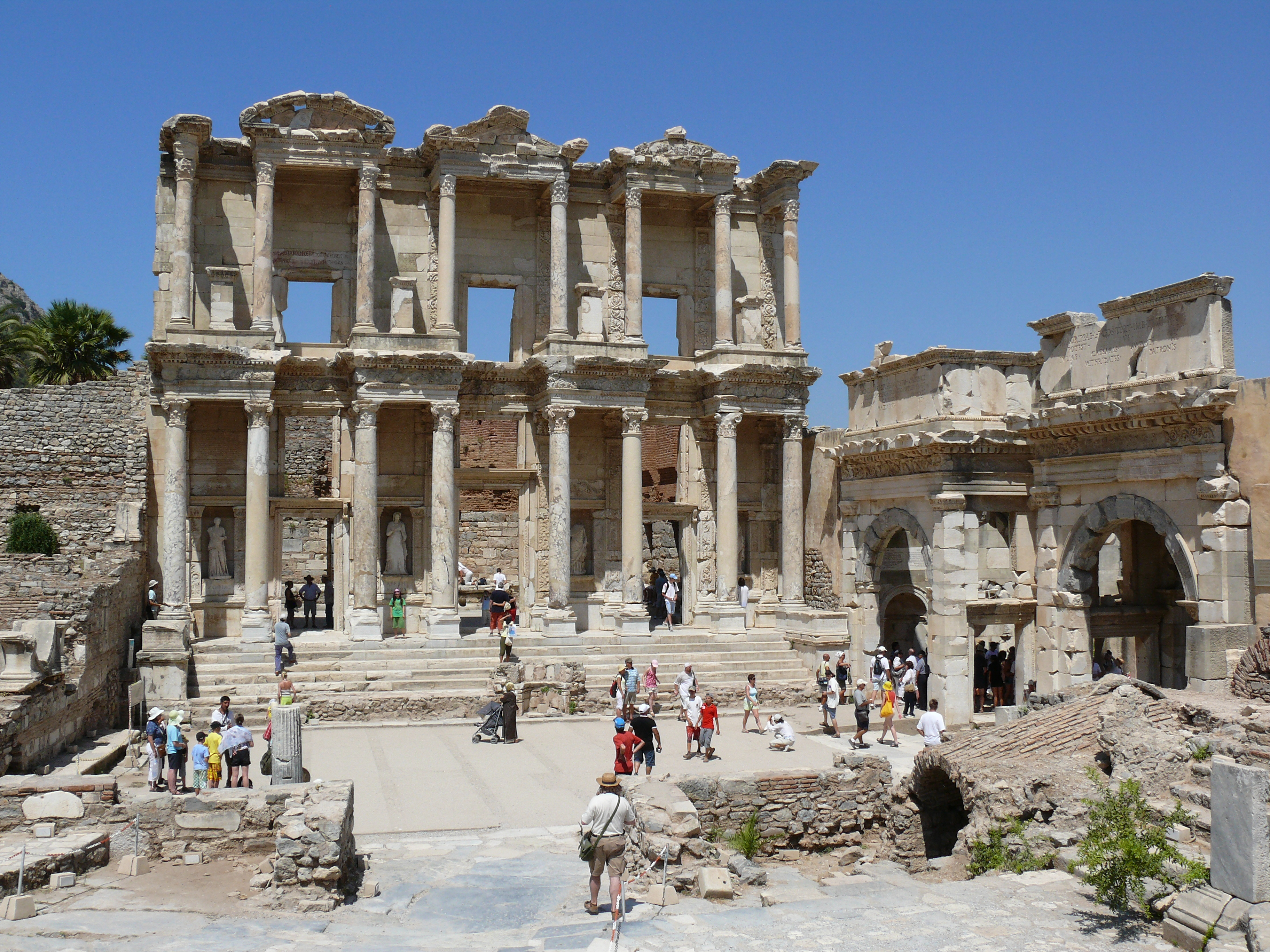
에페소스 켈수스 도서관

- 괴레메 국립공원과 카파도키아 바위 유적 (1985)
- 디브리이의 대 모스크와 병원 (1985)
- 이스탄불 역사 지구 (1985)
- 히타이트의 수도 하투샤 (1986)
- 넴루트산 (1987)
- 크산토스-레툰 (1988)
- 히에라폴리스•파묵칼레 (1988)
- 사프란볼루 (1994)
- 트로이의 고고 유적 (1998)
- 셀리미예 사원 복합 유적 (2011)
- 차탈회위크 신석기 유적지 (2012)
- 부르사와 주말르크즈크: 오스만 제국의 탄생 (2014)
- 페르가몬과 다층적 문화경관 (2014)
- 디야르바키르 요새 및 헤브셀 정원 문화경관 (2015)
- 에페수스 (2015)
- 아니 고고학 유적지 (2016)
- 아프로디시아스 (2017)
- 괴베클리 테페 (2018)
- 아르슬란테페 언덕 (2021)
- 고르디온 (2023)
- 중세 아나톨리아의 목조 열주 모스크 (2023)
- 사르디스와 빈테페의 리디아 고분군 (2025)

## 투르크메니스탄

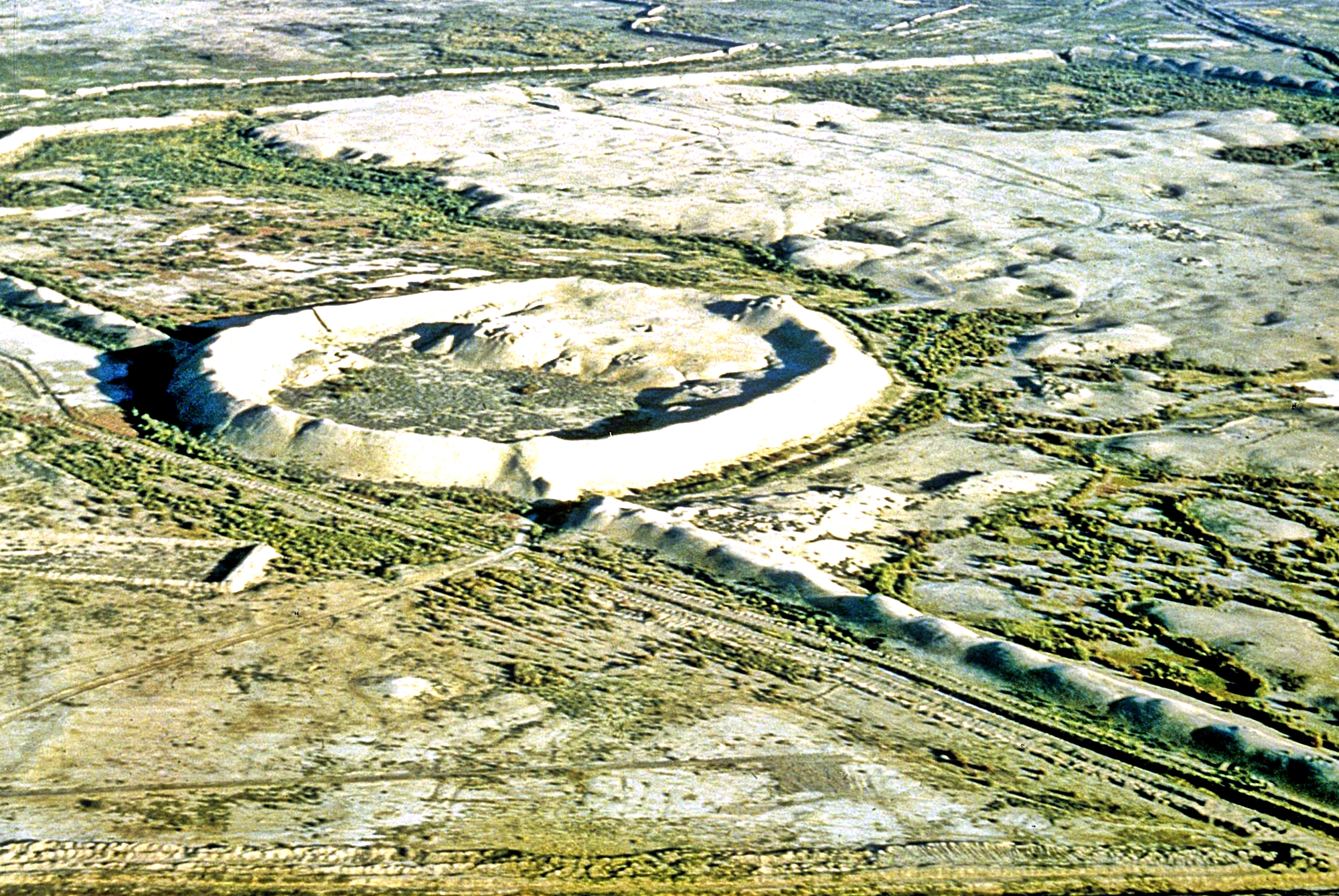
메르브

- 고대 메르프 역사 문화 공원 (1999)
- 쿠냐 우르겐치 (2005)
- 니사의 파르티아 성채 (2007)
- 실크로드: 자라프샨-카라쿰 회랑 (2023)
- 투란 지역의 한동 사막 (2023)

## 팔레스타인

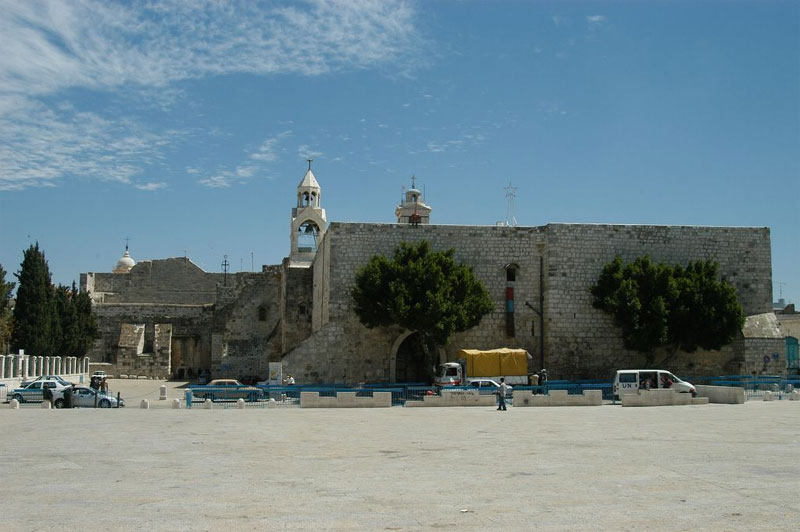
예수 탄생 기념 성당

- 예수의 탄생지 : 예수 탄생 교회와 순례길, 베들레헴 (2012)
- 팔레스타인: 올리브와 포도나무의 땅-예루살렘 남부, 바티르의 문화경관 (2014)
- 헤브론/알칼릴 옛 도시 (2017)
- 텔 예리코 (2023)
- 힐라리오 수도원 (2024)

## 파키스탄
- 모헨조다로 고고 유적 (1980)
- 탁실라 (1980)

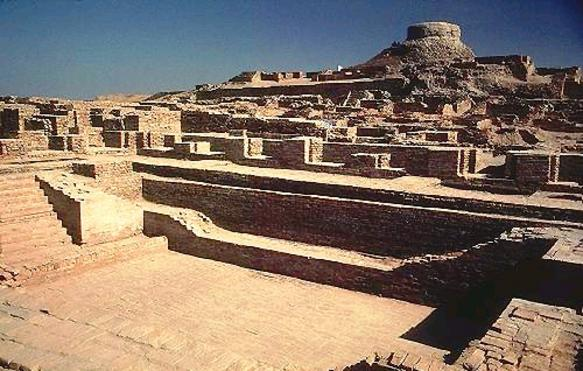
모헨조다로

- 타흐티바이의 불교 유적과 사리바롤의 도시 유적 (1980)
- 라호르 성과 샬라마르 정원 (1981)
- 타타의 역사 기념물 (1981)
- 로타스 요새 (1997)

## 필리핀

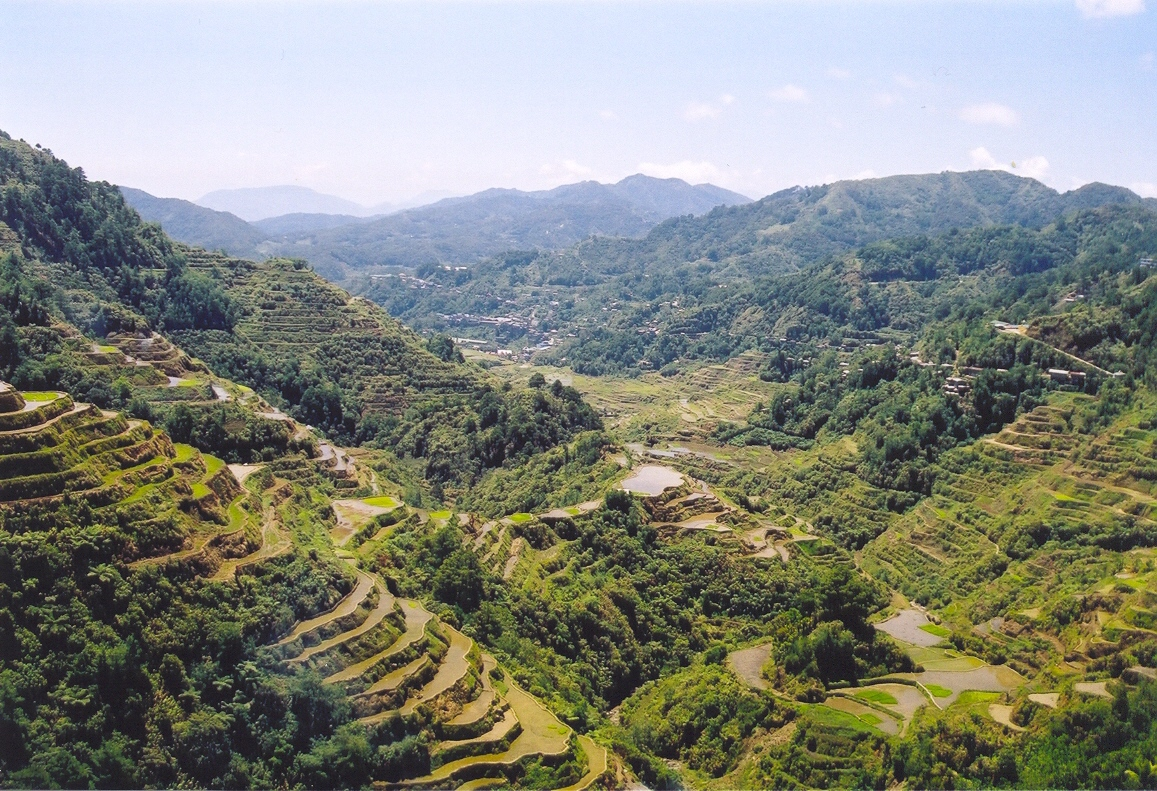
필리핀의 계단식 벼 경작지 코르디레라스

- 필리핀의 바로크 양식 교회 (1993)
- 투바타 산호조 자연공원 (1993,2009)
- 코르딜레라스의 계단식 논 (1995)
- 비간 역사 도시 (1999)
- 푸에르토프린세사 지하강 국립공원 (1999)
- 하미구이탄 산 야생생물보호구역 (2014)

## 같이 보기
- 유럽의 세계유산
- 아프리카의 세계유산
- 북아메리카의 세계유산
- 남아메리카의 세계유산
- 오세아니아의 세계유산